# Verbreitung von H5N1

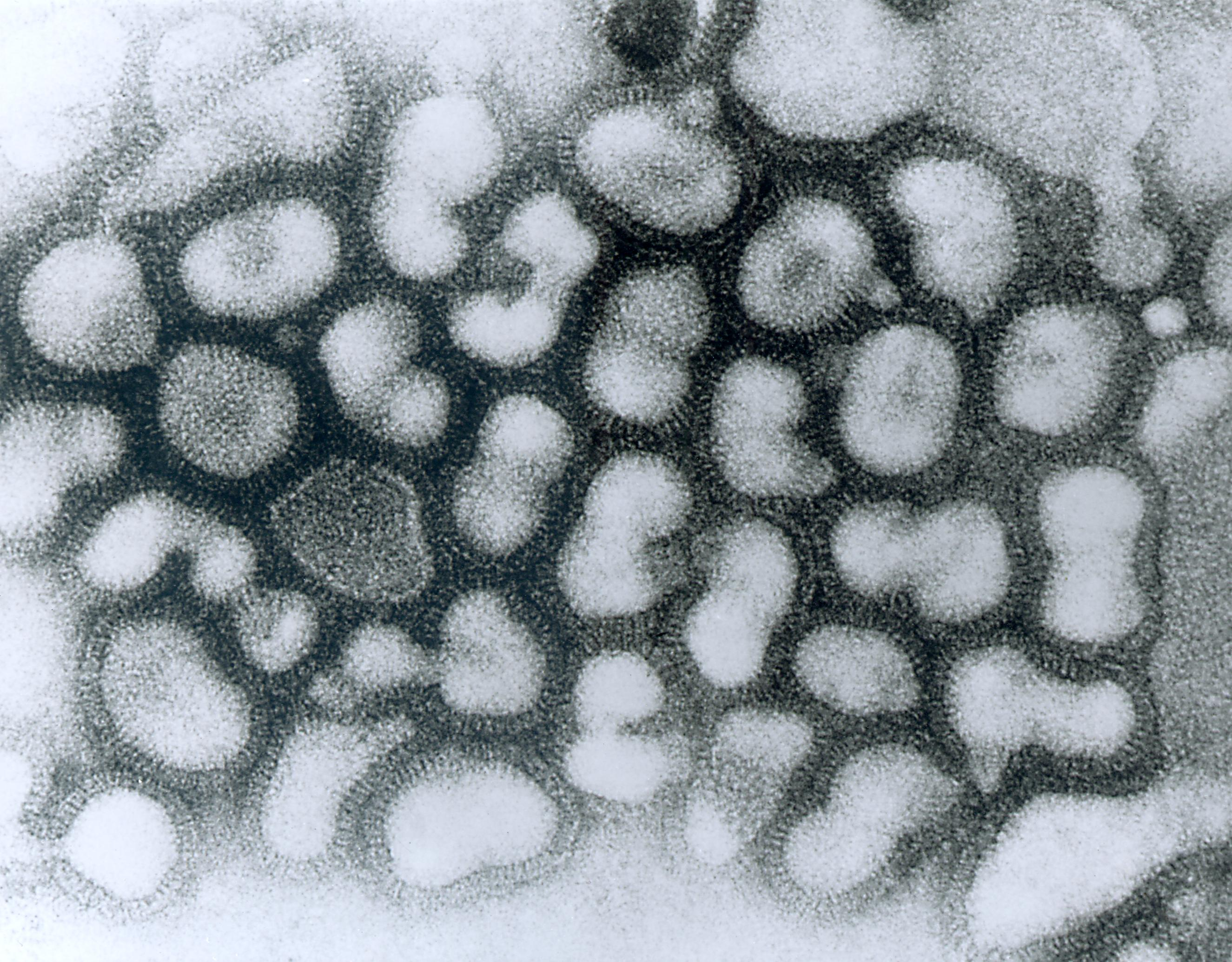
Aviäres Influenzavirus (HPAIV), elektronenmikroskopische Aufnahme

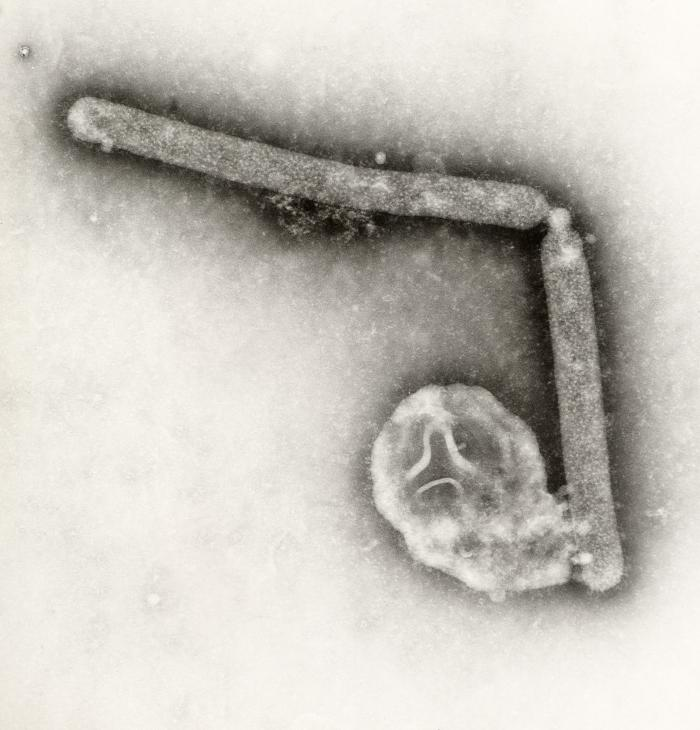
H5N1-Virion

Die Ausbreitung von Influenza A/H5N1, des hoch pathogenen Erregers der so genannten Vogelgrippe H5N1 von Südostasien nach Europa, wurde seit 1996 sowohl von der Weltgesundheitsorganisation (WHO) als auch von der Weltorganisation für Tiergesundheit (OIE) und von den Massenmedien genau verfolgt und analysiert. Es bestand (und besteht) die Befürchtung, dass die hochpathogene Variante des Virus Influenza-A-Virus H5N1 in verstärktem Maße von Mensch zu Mensch übergehen und so zu einer neuerlichen Pandemie der echten Virusgrippe (Influenza) führen könnte.

## 1959–1996: die Vorgeschichte
Als natürliches Reservoir der als minder pathogen eingestuften Variante von A/H5N1 sind seit langem Wasservögel und Geflügel bekannt. Erste Berichte über zwei rein lokale Übergänge dieser Variante von A/H5N1 auf eine Tierhaltung sind der Weltgesundheitsorganisation (WHO) aus den Jahren 1959 (Hühner in Schottland) und 1991 (Truthühner in England) bekannt. Bei Wildvögeln konnte vor 1996 – auch in Europa – jeweils nur eine apathogene, also nicht krankheitsauslösende Variante nachgewiesen werden.
Im Sommer und Frühherbst 1996 ereignete sich der erste Ausbruch einer später als hoch pathogen klassifizierten Variante von A/H5N1, und zwar auf einer Gänsefarm in der Provinz Guangdong der Volksrepublik China, wo 40 Prozent der Tiere erkrankten. Dies war zugleich der erste Nachweis überhaupt für eine hoch pathogene Variante von H5-Viren. Diese Virusvariante mit der vollständigen Bezeichnung Influenza A/Goose/Guangdong/1/96 (H5N1) erwies sich in umgehend veranlassten Experimenten auch als tödlich für Hühner. Das Hämagglutinin-Gen (H5) erwies sich als verwandt mit den ab 1997 in Hongkong isolierten H5N1-Virusstämmen. Eine genetische Analyse des Neuraminidase-Gens (N1) ergab allerdings eine größere Ähnlichkeit mit einem 1973 in Nordirland aus einem Papagei isolierten H7N1-Virus als mit den später in Hongkong isolierten H5N1-Viren. Aus diesen und weiteren Details schlossen chinesische Forscher, dass es im Jahr 1996 in Südchina zu einer Reassortierung der Gene bei H5N1-Viren gekommen sein muss, die letztlich zu den wiederholten Ausbrüchen unter Zuchtgeflügel im Jahr 1997 führten.
Einem Bericht von Forschern der Shantou-Universität zufolge konnte man zwischen Januar 2004 und Juni 2005 bereits in 2 von 100 auf Märkten angebotenen, dem Anschein nach gesunden Enten und Gänsen A/H5N1 nachweisen. In der gleichen Studie wurde belegt, dass es zu dieser Zeit bereits drei geographische genetische Varianten der Viren in den chinesischen Provinzen Guangdong, Hunan und Yunnan gab; daraus schlossen die Forscher, dass die Viren in dieser Region schon seit mindestens 10 Jahren in Hausgeflügel verbreitet waren. Die später in Thailand und Vietnam umlaufenden H5N1-Varianten wurden als Abkömmlinge aus diesen drei südchinesischen Provinzen bezeichnet.

## 1997–2004: erste Ausbrüche der hochpathogenen Variante unter Zuchtgeflügel
Massiv in Erscheinung getreten ist die hoch pathogene Form des Virus A/H5N1 ab dem Frühjahr 1997 in Geflügelfarmen von Hongkong und im angrenzenden Gebiet der Volksrepublik China, was dort zu einem Hühnersterben führte. Nachdem sich im Mai 1997 ein Junge sowie im November/Dezember des Jahres weitere 18 Menschen infiziert hatten, reagierten die Behörden von Hongkong ab dem 28. Dezember 1997 mit einer zuvor nie gekannten Massentötung des gesamten Hühnerbestandes – rund 1,5 Millionen Hühner wurden gekeult. Diese Maßnahme wurde als Erfolg bewertet, da man zunächst keine weiteren Fälle entdeckte. Erst im Jahr 2003 wurden erneut A/H5N1-Erkrankungen nachgewiesen. Erneute Massentötungen in Hongkong hatten jedoch keinen längerfristigen Erfolg. Im Januar 2004 kam es sogar in einem Hühnerbestand der tibetischen Hauptstadt Lhasa zu einem Ausbruch, nachdem infizierte Hühner aus der 1.500 km entfernten Stadt Lanzhou (Provinz Gansu) dorthin transportiert worden waren.
Im Dezember 2003 und im März 2004 wurden Ausbrüche in 19 südkoreanischen Geflügelbeständen gemeldet, im Januar 2004 in Thailand und Vietnam sowie bei Legehennen in Japan, im Februar 2004 in Indonesien, ferner im Sommer 2004 wiederholt in Malaysia.
Zu Beginn des Jahres 2004 und erneut im Herbst 2004 kam es im Sri Racha Tiger Zoo in Thailand zu Infektions- und Todesfällen bei mehreren Leoparden, Tigern und einer größeren Anzahl Hauskatzen, an die rohes Geflügelfleisch verfüttert worden war.
Auf der Webseite der Weltorganisation für Tiergesundheit (OIE) sind die dort gemeldeten Ausbrüche von H5N1-Erkrankungen unter Wildvögeln und in der Tierhaltung verzeichnet.

## 2005: massive Ausbreitung von Asien nach Osteuropa
Im Jahr 2005 wurden erstmals Ausbrüche von A/H5N1 unter frei lebenden Vögeln beobachtet. Vogelzüge wurden auch dafür verantwortlich gemacht, dass sich die Seuche im Jahr 2005 von Südostasien bis Europa ausbreiten konnte. Eindeutige Beweise gab es für diese These jedoch nicht.

### In der Geflügelhaltung in Asien
2005:
Am 26. Mai 2005 berichtete die Fachzeitschrift Nature, dass offizielle Stellen in Indonesien A/H5N1 in Schweinen nachgewiesen hatten und befürchteten, das Virus könne in einigen Teilen des Landes die Hälfte aller Schweine infiziert haben, ohne bei ihnen Krankheitssymptome auszulösen. Zuvor hatte es bereits aus China Berichte über H5N1-Funde in Schweinen gegeben.
Am 26. August 2005 teilten vietnamesische Behörden mit, dass drei Owston Zibetkatzen Ende Juni 2005 im Cuc Phuong National Park, der südlich von Hanoi liegt, an H5N1 verendet seien. Die Behörden teilten mit, dass auch andere Tiere des Parks, u. a. Hühner und Ratten, untersucht worden seien, ohne dass man weitere Erkrankungsfälle habe feststellen können.
Nach Angaben des indonesischen Landwirtschaftsministeriums hatte sich A/H5N1 bis Mitte September 2005 in mindestens 22 der 33 Provinzen des Landes ausgebreitet. Von Ende 2003 bis Mitte 2005 verendeten in diesem Land mehr als 16 Millionen Stück Federvieh an diesem Virus oder wurden notgeschlachtet. Ein Sprecher der UN-Organisation für Ernährung und Landwirtschaft (FAO) erklärte am 22. September 2005, das Virus sei in Indonesien mittlerweile endemisch geworden und breite sich weiter aus. Am 21. September 2005 gab das indonesische Gesundheitsministerium bekannt, dass bei 19 Tieren des Ragunan-Zoos in der Hauptstadt Jakarta, darunter Adler und Pfauen, sowie bei mehreren Zoo-Mitarbeitern H5N1 nachgewiesen worden sei. Der Tierpark wurde daraufhin drei Wochen lang geschlossen.

Ausbreitung der aviären Influenza Typ H5N1 bis 11. Februar 2006

Am 7. Oktober 2005 berichtete zunächst der schweizerische Landwirtschaftliche Informationsdienst (LID) und später auch andere Quellen von einem weiteren, besonders dramatischen Ausbruch von A/H5N1 in Russland. Betroffen war ein Betrieb in der Region Kurgan im südlichen Sibirien mit rund 460.000 Vögeln.
Aus einem offiziellen Dokument des chinesischen Landwirtschaftsministeriums vom 10. November 2005 geht hervor, dass es in der nordostchinesischen Provinz Liaoning ab dem 6. November zu einem Ausbruch von A/H5N1 kam, dass 300 Todesfälle bei Geflügel registriert wurden, 2,5 Millionen Tiere vorbeugend getötet und 198 Millionen Tiere gegen H5N1 und H5N2 geimpft wurden. Einem WHO-Bericht zufolge kam es im Jahr 2005 in 12 chinesischen Provinzen zu insgesamt 32 Ausbrüchen von H5N1 in der Tierhaltung, in deren Folge wurden 24 Millionen Tiere getötet und vernichtet.
Laut Science vom 21. Oktober 2005 sollen bis dahin mehr als 100 Millionen Zuchtvögel im Rahmen von Maßnahmen zur Eindämmung von A/H5N1 getötet worden sein.

### Unter frei lebenden Vögeln in Asien
2005:
Im Mai 2005 wurde erstmals ein A/H5N1-Ausbruch unter Zugvögeln bekannt, und zwar in der Provinz Qinghai im Nordwesten der Volksrepublik China. Dort waren nach offiziellen Angaben im Frühjahr 2005 ca. 6.000 tote Zugvögel unterschiedlicher Arten aufgefunden worden, 90 Prozent davon waren Streifengänse. Unmittelbar nach dem Ausbruch unter den Zugvögeln wurde in derselben chinesischen Provinz ein Ausbruch in einer Geflügelfarm bekannt. Da die Behörden sowohl chinesische wie ausländische Wissenschaftler daran hinderten, die Ausbrüche und den Weiterzug der überlebenden Zugvögel zu untersuchen, konnte nicht geklärt werden, ob das Zuchtgeflügel von Zugvögeln infiziert wurde oder – umgekehrt – die Zugvögel vom Zuchtgeflügel. Genetische Untersuchungen der Viren aus Qinghai erlauben den Schluss, dass die Zugvögel mit Virus-Varianten infiziert waren, die man zuvor nur aus Südchina kannte.
Im Mai 2006 wurde durch einen Bericht in der Fachzeitschrift Nature bekannt, dass Streifengänse in der Nähe des Qinghai-Sees seit 2003 auch in Farmen gehalten wurden. Diese Zuchten sollten einerseits dazu beitragen, den Bestand der Wildpopulationen zu vergrößern. Andererseits strebte man langfristig die Domestikation dieser Gänseart an. Laut Nature nährt dies den Verdacht, dass sich das Eindringen der hochpathogenen H5N1-Variante in die Wildpopulation (und in der Folge die großräumige Ausbreitung nach Sibirien und Europa) in der Wildvogelzuchtstation zugetragen haben könnte.
- Ende Juli 2005 wurde A/H5N1 in Geflügelbeständen in Sibirien (Region Nowosibirsk) und in Kasachstan nachgewiesen. Als Infektionsweg wurde eine Übertragung durch Zugvögel genannt, als Folge einer gemeinsamen Gewässernutzung von Wild- und Zuchtgeflügel.
- Anfang August 2005 verendeten an einem abgelegenen See in der Mongolei (etwa 350 Kilometer südlich des Baikalsees) um die 100 Enten, Gänse und Schwäne an A/H5N1. Laut Science vom 21. Oktober 2005 gilt bei diesem lokalen Ausbruch der Krankheit eine Übertragung durch menschliche Einflüsse (Tiertransporte) als wenig wahrscheinlich.
- Am 16. August 2005 gab das russische Katastrophenschutzministerium in Moskau bekannt, dass der in der Stadt Tscheljabinsk im Ural bei Zugvögeln entdeckte Erreger A/H5N1 sei. Von China aus hatte sich der Erreger über Nowosibirsk, Tjumen, Omsk, Kurgan und Altai nach Tscheljabinsk ausgebreitet, das rund 1.000 Kilometer von Nowosibirsk entfernt liegt.

### Auf der arabischen Halbinsel
2005:
Am 10. November 2005 wurde der Weltorganisation für Tiergesundheit (OIE) aus Kuwait gemeldet, dass eine am 2. November routinemäßig bei einem Flamingo entnommene Probe positiv auf Antikörper gegen H5N1 getestet worden und das Tier später getötet worden sei. Als mögliche Überträger der Infektion wurde der Kot von Zugvögeln genannt. Wiederholte routinemäßige Tests an weiteren Vögeln in Kuwait erbrachten keine zusätzlichen positiven Befunde.

### In Europa
2005:
Die Leiterin des deutschen Referenzlabors für Influenzaviren bei Geflügel am Friedrich-Loeffler-Institut, Ortrud Werner, wurde am 15. September 2005 von der Nachrichtenagentur dpa dahingehend zitiert, dass die von Zugvögeln ausgehende Gefahr, A/H5N1 nach Westeuropa einzuschleppen, von Experten als gering eingeschätzt werde. Die Ausbreitung der Influenza-Viren nach Russland sei eher über den Tierhandel als über den Vogelzug erfolgt. Auch für Westeuropa gehe die größte Gefahr vom illegalen Import infizierter oder erkrankter Tiere aus. Man wisse aus China und der Mongolei, dass infizierte Tiere rasch erkranken und zeitnah sterben. Bei klinisch gesunden Wildvögeln, die in der Lage seien, einen längeren Vogelzug zu überstehen, sei das Virus bisher nicht nachgewiesen worden. Diese Einschätzung steht allerdings in Widerspruch zu den Aussagen asiatischer Experten, die die Ausbreitung der H5N1-Viren in Südostasien wiederholt mit Vogelzügen in Verbindung gebracht haben.
Tatsächlich wurden aber H5N1-Viren in Europa bei Zugvögeln im Jahr 2005 nicht nachgewiesen.
- Am 7. Oktober 2005 wurde aus Rumänien bekannt, dass bei drei im September verendeten Hausenten aus der Ortschaft Ceamurlia de Jos im Verwaltungskreis Tulcea im Donaudelta Antikörper gegen das Virus festgestellt worden waren. Am 15. Oktober 2005 wurden vom EU-Referenzlabor in Weybridge bei London A/H5N1-Viren definitiv nachgewiesen. Bei einem später im Nordosten des Landes im Kreis Vaslui an der Grenze zu Moldawien tot aufgefundenen Fischreiher wurde das Virus am 27. Oktober ebenfalls nachgewiesen.
- Am 8. Oktober 2005 wurde bekannt, dass im Nordwesten der Türkei, in der Provinz Balikesir, rund 2.000 Puten an A/H5N1 verendet waren. Nach Angaben der EU vom 13. Oktober 2005 konnte das Virus zweifelsfrei nachgewiesen und eine direkte Verwandtschaft mit den aus Russland, der Mongolei und China bekannten Virenfunden festgestellt werden.
- Am 17. Oktober 2005 berichteten Experten der Nationalen und Kapodistrias-Universität Athen, dass man auf der Chios vorgelagerten Insel Oinousses (Ost-Ägäis) eine Verdachtsfall festgestellt habe. Spätere Laboruntersuchungen im EU-Referenzlabor in Weybridge bei London konnten aber eine H5N1-Infektion ausschließen.
- Nach Angaben der EU-Kommission vom 19. Oktober 2005 gab es auch in der russischen Region Tula, rund 300 Kilometer südlich von Moskau, einen Ausbruch von A/H5N1. Spätere Analysen wiesen die enge Verwandtschaft des Erregers mit den aus Nowosibirsk, aus der Mongolei und aus der chinesischen Provinz Qinghai bereits bekannten Virusvarianten nach. Für einen zugleich aus Mazedonien (aus den Dörfern Mogila und Germiyan bei Bitola) gemeldeten Verdachtsfall wurde später keine Bestätigung für H5N1 bekannt.
- Am 19. Oktober 2005 wurden in Kroatien in der Nähe des Ortes Zdenci bei mehreren verendeten Wildschwänen Influenza-Viren vom Typ H5 festgestellt. Etwa 1500 Tiere (Zugvögel) waren auf einem Fischteich niedergegangen, von denen 15 dort verendeten. Am 26. Oktober 2005 wurde vom EU-Referenzlabor in Weybridge bei London bestätigt, dass es sich um A/H5N1 handelt. Schon unmittelbar nach Bekanntwerden des Verdachts hatte die EU vorbeugend ein Importverbot für Geflügel aus Kroatien verhängt.
- Am 23. Oktober 2005 wurde bekannt, dass bei einem aus Suriname nach Großbritannien importierten und dort in einer Quarantänestation verendeten Papagei A/H5N1 nachgewiesen wurde. Die britische Chef-Veterinärin erklärte, wahrscheinlich habe sich das Tier erst in der Station mit dem Virus infiziert, wo es zusammen mit Vögeln aus Taiwan gehalten worden sei. Die EU nahm diesen Vorfall umgehend zum Anlass, den Import von Ziervögeln nach Europa zeitweise zu verbieten.
- Am 2. November 2005 teilte das Landwirtschaftsministerium in Zagreb mit, dass bei einem in Kroatien abgeschossenem Schwan A/H5N1 nachgewiesen wurde. Dieses Tier stammte seinem Markierungsring zufolge aus Ungarn und war in einem Gebiet abgeschossen worden, in dem zuvor schon acht weitere Schwäne positiv auf dieses Virus getestet worden waren. Das ungarische Landwirtschaftsministerium ließ zum selben Zeitpunkt verlauten, dass in ihrem Land bislang alle Tests auf A/H5N1 negativ ausfielen.
- Seit dem 25. November 2005 kam es in der ukrainischen Autonomen Republik Krim wiederholt zu Ausbrüchen von H5N1 in privaten Hühner- und Gänsebeständen.

### Übergänge von H5N1 auf Säugetiere
Säugetiere sind weniger empfänglich für das Virus, können aber ebenfalls infiziert werden.
Am 26. Mai 2005 hatte beispielsweise die Fachzeitschrift Nature berichtet, dass offizielle Stellen in Indonesien A/H5N1 in Schweinen nachgewiesen hatten und befürchteten, das Virus könne in einigen Teilen des Landes die Hälfte aller Schweine infiziert haben, ohne bei ihnen Krankheitssymptome auszulösen. Zuvor hatte es bereits aus China Berichte über H5N1-Funde in Schweinen gegeben.
Der niederländische Forscher Albert Osterhaus wurde in der Zeit vom 19. Januar 2006 zitiert, dass A/H5N1 Hunde, Pferde, Pumas, Tiger und Leoparden infiziert habe, im Tierversuch auch Mäuse, Frettchen, Affen und Hauskatzen.

#### Katzen
2004–2006: Im Februar 2004 berichtete die Weltgesundheitsorganisation (WHO) erstmals über einen H5N1-Ausbruch unter Katzen. In Nakornpathom (Indonesien) waren in einem Privathaushalt 14 von 15 Katzen plötzlich gestorben, in 2 von 3 getesteten Kadavern war das Virus nachweisbar gewesen. Eine der Katzen hatte zuvor Hühnerfleisch in einer Farm gefressen, in der es zu einem H5N1-Ausbruch gekommen war. Ebenfalls im Jahr 2004 zeigte das Team um Albert Osterhaus, Virologe an der Erasmus-Universität in Rotterdam, dass infizierte Katzen die Viren auf andere Katzen übertragen können. Einem Bericht der Zeitschrift New Scientist zufolge wies im Jahr 2006 auf Java jede fünfte Katze Antikörper gehen A/H5N1 auf, was darauf hindeutet, dass diese Tiere infiziert waren oder sind, die Infektion aber überlebten. Für diese Studie waren Blutproben von 500 javanischen Straßenkatzen analysiert worden, bei rund 100 Tieren waren H5N1-Antikörper nachweisbar gewesen. Eine wahrscheinlich weitaus größere Zahl von Katzen ist laut Studienleiter Chairul Anwar Nidom (Airlangga-Universität, Surabaya) an einer H5N1-Infektion gestorben; Nidom hatte A/H5N1-Viren bereits im Jahr 2005 in indonesischen Hausschweinen nachgewiesen. Die Untersuchungen waren veranlasst worden, nachdem auf Java und auf Bali auffällig viele tote Katzen in der Nähe von H5N1-Ausbrüchen unter Geflügel entdeckt worden waren. Albert Osterhaus befürchtet New Scientist zufolge, dass Katzen ein Zwischenwirt für A/H5N1 sein könnten, in dem sich die Viren allmählich an Säugetiere anpassen und danach besser auf den Menschen oder sogar von Mensch zu Mensch übertragbar seien.
2004–2015: Aus Thailand wurde im Jahr 2004 berichtet, dass in zwei Zoos mehrere Tiger, Leoparden und Hauskatzen nach dem Verzehr von infiziertem Geflügel an A/H5N1 gestorben waren. Die Todesfälle im Zoo von Suphanburi (zwei Tiger, zwei Leoparden) wurden auf eine schwere Lungenentzündung zurückgeführt, die unmittelbar nach dem Verzehr des infizierten Geflügels aufgetreten waren. Unter ähnlich dramatischen Umständen verstarben in einem anderen thailändischen Tierpark 45 Tiger, mehr als 100 weitere wurden eingeschläfert. 2015 wurden mehrere Tiger in der Volksrepublik China infiziert.
2005: Ende Juni 2005 starben in Vietnam, im 120 km südlich von Hanoi gelegenen Cuc Phuong National Park, drei Schleichkatzen (Hemigalus owstoni) an den Folgen einer H5N1-Infektion. Im Januar 2006 wurde ferner eine junge Katze, die in der Nähe eines H5N1-Ausbruchs unter Geflügel in Cipedang (West-Java, Indonesien) aufgegriffen worden war, von den in Indonesien tätigen US-Medizinern positiv auf A/H5N1 getestet. Diese Virusvariante wies genetische Merkmale auf, die aus Virusisolaten von infizierten Menschen bekannt waren, unterschied sich aber von jenen Varianten, die bis dahin aus Vögeln isoliert worden waren.
2006:
Nach H5N1-Ausbrüchen unter Geflügel wurde Anfang 2006 auch aus dem Irak berichtet, dass es zu einem auffälligen Katzensterben in den betroffenen Gebieten gekommen sei. Auch hier konnte später bei zwei untersuchten Katzen A/H5N1 nachgewiesen werden.
Am 2. März 2006 wurde erstmals in Europa die Infektion einer Katze mit der hoch pathogenen Asia-Variante von A/H5N1 nachgewiesen. Das Tier war am 28. Februar tot auf der Insel Rügen in der Nähe der Wittower Fähre gefunden worden. Zwei weitere H5N1-Infektionen bei toten Katzen aus dem gleichen Gebiet wurden am 7. März 2006 bekannt. „Eine theoretisch nicht auszuschließende Ansteckung des Menschen kann vermutlich nur bei sehr innigem Kontakt mit infizierten Tieren erfolgen“, erklärte damals der Präsident des Friedrich-Loeffler-Instituts (FLI).
Am 6. März 2006 gab der steirische Agrarlandesrat bekannt, dass der Speichel von drei Katzen in einem Grazer Tierheim im Labor der Agentur für Gesundheit und Ernährungssicherheit (AGES) wiederholt positiv befundet wurde. Dabei handelte es sich um jenes Tierheim, in das der erste in Österreich infizierte Schwan gebracht und später der gesamte Federviehbestand getötet worden war. Laut Gesundheitsministerin Maria Rauch-Kallat waren bei 40 Katzen aus einem Gehege, das an das Gehege der infizierten Vögel angrenzte, bei einem Routinetest Speichelproben entnommen worden. Nach wenigen Tagen sei das Virus aber bei keiner der 40, also auch bei keiner der drei zuvor infizierten Katzen, nachweisbar gewesen. Unklar blieb, wie das Verschwinden der Viren zu erklären ist.
Der niederländische Virologe Albert Osterhaus publizierte Anfang 2006 eine Studie, für die Katzen mit A/H5N1 infiziert worden waren. Nach deren Tod sei festgestellt worden, dass nahezu alle inneren Organe von den Viren befallen waren, so dass auch Leber und Nieren versagt hatten. Festgestellt wurde ferner, dass infizierte Katzen die Viren sowohl über die Atemwege als auch im Kot in beträchtlichem Maße ausscheiden können.
In einem Beitrag für die Fachzeitschrift Nature wies Albert Osterhaus im April 2006 darauf hin, dass Katzen als mögliche Überträger von A/H5N1-Viren nicht unterschätzt werden dürften. Seine Arbeitsgruppe stufte das Risiko als relativ hoch ein, dass die A/H5N1-Viren in Katzen die Fähigkeit entwickeln könnten, sich effektiv von Säugetier zu Säugetier zu verbreiten; hierdurch würde das Risiko einer Influenzapandemie unter Menschen gesteigert. Eine gelegentliche Übertragung von Katzen auf Menschen könne schon jetzt nicht ausgeschlossen werden. Überdies habe sich im Laborexperiment herausgestellt, dass Katzen nach einer A/H5N1-Infektion in einer den Vorgängen im Menschen sehr ähnlichen Weise Lungenentzündungen entwickelten (das ist die Haupttodesursache bei infizierten Menschen) und daher das beste Tiermodell zum Studium der Erkrankung darstellen.
2012: In Israel kam es 2012 zu Todesfällen unter frei umherlaufenden Katzen, nachdem diese Kadaver von Puten angefressen hatten, die an A/H5N1 verendet waren.

#### Hunde
2006: In der Zeitschrift Nature vom 16. Februar 2006 wurde eine schon länger bekannte Studie des thailändischen Nationalen Instituts für Tiergesundheit referiert, der zufolge bei 160 von 629 getesteten, gesundheitlich unauffälligen Straßenhunden und bei 8 von 111 Hauskatzen Antikörper gegen A/H5N1 gefunden wurden. Dies wies auf eine bestehende oder zumindest zuvor existiert habende Infektion mit dem Virus hin. Es war bislang jedoch nicht möglich, Hunde im Experiment gezielt mit A/H5N1 zu infizieren. Auch wurden keine Hinweise darauf gefunden, dass Hunde an den Viren erkranken oder Viren ausscheiden und so zu ihrer Verbreitung beitragen. Eine Gefährdung des Menschen durch Hunde wurde daher von den Experten als äußerst unwahrscheinlich eingestuft. Am 16. März 2006 berichtete allerdings die Nachrichtenagentur afp, dass Behörden aus Baku (Aserbaidschan) bei einem streunenden Hund „eine Variante eines Vogelgrippeerregers“ festgestellt hätten. Einem Bericht der Zeitschrift New Scientist zufolge wurden laut amtlichen indonesischen Angaben auch auf Bali H5N1-infizierte Hunde entdeckt.

#### Steinmarder
2006: Am 9. März 2006 teilte das Friedrich-Loeffler-Institut mit, A/H5N1 habe einen Steinmarder infiziert. Das Tier war am 2. März 2006 auf der Insel Rügen nahe Wittower Fähre bei Schaprode lebend, aber mit klinischen Symptomen gefunden und später eingeschläfert worden. Es war weltweit das erste Tier dieser Art, bei dem eine H5N1-Infektion nachgewiesen wurde.

## Seit 2006: Weltweite Ausbreitung
2006:
Im Jahr 2006 breitete sich H5N1 sowohl in Südostasien als auch im Mittleren Osten sowie in Europa und Afrika in aufsehenerregendem Maße aus. In den einzelnen betroffenen Ländern wurden häufig ähnliche, zum Teil aber auch sehr unterschiedliche Maßnahmen verordnet:
- China: Käfigpflicht in der Provinz Anhui, Verbot von „Hinterhoffarmen“ in Hongkong
- Deutschland: Stallpflicht
- Frankreich: Stallpflicht mit Ausnahmen
- Italien: Freilandgeflügel muss unter Maschendraht gehalten werden
- Kanada: Stallpflicht in der Provinz Québec
- Kroatien: Stallpflicht während des Vogelzugs
- Niederlande: Stallpflicht mit Ausnahmen
- Nigeria: Verbot von „Hinterhofhaltung“ in Abuja
- Norwegen: Stallpflicht in acht Bezirken im Süden des Landes
- Österreich: Stallpflicht von Oktober bis Dezember sowie unbefristet in der Region, wo mit H5N1 infizierte Schwäne gefunden wurden
- Schweden: Stallpflicht
- Schweiz: Geflügel muss abgedeckt und eingezäunt gehalten werden
- Slowenien: Stallpflicht
- Spanien: Stallpflicht (in der Umgebung des bisher einzigen Fundorts, Stand 7. Juli 2006); schärfere Kontrollen in 10 km Umgebung vom Fundort
- Thailand: Einschränkungen in der Freilandhaltung von Enten, Verbot der Lebendgeflügelmärkte in Bangkok, forcierte Kollektivierung kleiner Geflügelhaltungen in einigen Provinzen
- Ukraine: Verbot des Verkaufs von Geflügelprodukten, die in Privathaushalten produziert werden, auf der Krim
- Vietnam: Verbot von Geflügelhaltung in Städten

2007:
Das Virus wurde 2007 in insgesamt 31 Staaten – zwischen Japan und Großbritannien – nachgewiesen, darunter in acht Staaten erstmals, am häufigsten in Indonesien und Nigeria. 2008 gab es Nachweise in Ägypten, Bangladesch, Benin, Volksrepublik China und Hongkong, Deutschland, Großbritannien, Indien, Iran, Israel, Japan, Kambodscha, Südkorea, Laos, Myanmar, Nigeria, Pakistan, Polen, Rumänien, Russland, Saudi-Arabien, Schweiz, Thailand, Togo, Türkei, Ukraine und Vietnam.

### Südostasien
2006:

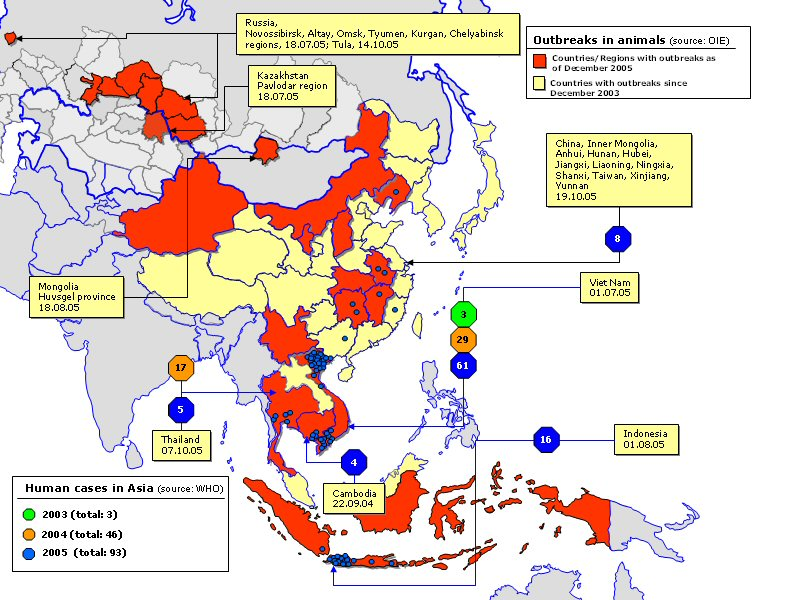
Ausbreitung in Südostasien

Sowohl aus Thailand als auch aus Vietnam und aus Kambodscha wurden der Weltorganisation für Tiergesundheit (OIE) wiederholt neue Ausbrüche von A/H5N1 gemeldet.
- Am 1. Januar 2006 wurde aus dem Landkreis Guiyang der Provinz Guizhou (Volksrepublik China) ein Ausbruch von A/H5N1 unter Wachteln entdeckt, dem nach amtlichen Angaben 16.000 Tiere zum Opfer fielen; weitere 42.000 Wachteln wurden vorsorglich getötet.
- Am 10. Januar wurde in Hongkong im Ort Tai Po eine wilde Dajaldrossel (Copsychus saularis) tot aufgefunden, bei der einige Tage später eine A/H5N1-Variante nachgewiesen werden konnte, die auch aus Südchina, Südkorea und Japan bekannt war.
- Am 2. Februar 2006 wurde erneut aus der Volksrepublik China ein Ausbruch von A/H5N1 gemeldet, und zwar aus dem Ort Yijing nahe der Stadt Yangquan in der Provinz Shanxi. Dort verendeten 15.000 Hühner, mehr als 60.000 Hühner desselben Bestands; 125.000 Tiere in der Nachbarschaft wurden vorsorglich getötet.[23]
- Am 6. Februar 2006 wurden auch in Malaysia ein Ausbruch von A/H5N1 unter Hühnern bekannt, teilte das Landwirtschaftsministerium in Kuala Lumpur am 23. Februar der Weltorganisation für Tiergesundheit mit.
- Am 23. Februar 2006 wurde vom Tierseuchen-Labor der indischen Stadt Bhopal mitgeteilt, in Navapur im westindischen Bundesstaat Maharashtra seien ab dem 27. Januar mehr als 40.000 Hühner an A/H5N1 verendet.[24] Offiziellen Angaben gegenüber der OIE zufolge wurden dort sowie nach einem zeitgleichen Ausbruch im Bundesstaat Gujarat mehr als 400.000 Tiere vorbeugend getötet. Auch im März und April kam es wiederholt und an Dutzenden Orten in den Bundesstaaten Maharashtra und Madhya Pradesh zu H5N1-Ausbrüchen, in deren Folge mehr als 600.000 weitere Tiere verendeten oder getötet wurden.[25]
- Am 23. Februar 2006 wurden ein Ausbruch von H5N1-Viren in der Geflügelhaltung auch aus den Orten Abbottabad und Charsadda in der Nordwestlichen Grenzprovinz in Pakistan bekannt. 3500 Tiere waren dort verendet, mehr als 20.000 weitere Tiere wurden vorsorglich getötet.[26] Nach dem 1. Juli 2006 kam es in der Provinz Islamabad zu einem weiteren Ausbruch in Geflügelhaltungen, die von amtlichen Stellen auf eine Übertragung durch Wildvögel zurückgeführt wurden;[27] 3,5 Millionen Tiere wurden gegen Influenza-Viren geimpft.
- Am 8. März 2006 wurde in Myanmar (Birma) in einer Geflügelzucht in Mandalayn A/H5N1 nachgewiesen. Am 20. März 2006 meldete das afghanische Landwirtschaftsministerium an die OIE, dass bereits seit dem 2. März 2006 in fünf Provinzen mehr als zehn H5N1-Ausbrüche erkannt und durch das Referenzlabor in Padua bestätigt wurden.
- Nach einer Pause von fast drei Jahren wurden Ende November 2006 auch aus Südkorea mehrere neue Ausbrüche in der Tierhaltung gemeldet, wobei das Infektionsgebiet dort unter dem Zugweg von Millionen von Vögeln aus Russland, Kasachstan und der Mongolei lag, die zu dieser Zeit nach Süden zogen.

2007:
- Am 10. Januar 2007 wurde erstmals seit Anfang 2004 auch aus Japan (aus Kiyotake, Präfektur Miyazaki) wieder ein H5N1-Ausbruch in einer 12 000 Tiere umfassenden Geflügelhaltung gemeldet sowie im April 2008 bei drei Schwänen (Towada-See in der Präfektur Akita). Am 3. Februar 2007 wurde in Vientiane (Laos) ein Ausbruch bekannt und nach dem 5. Februar 2007 erstmals auch in Dhaka (Bangladesch); diesem fielen insgesamt 35.800 zum Opfer. Eine ähnlich große Zahl an getöteten Zuchttieren wurde im Oktober 2007 aus Myanmar gemeldet.

2009–2013:
In Nepal wurde das Virus erstmals im Januar 2009 nachgewiesen, 2013 starben etwa 60.000 Nutzvögel in Nepal, weitere über 100.000 wurden getötet. Im April 2013 starben in Nordkorea 164.000 Enten im Zusammenhang mit H5N1-Infektionen.

### Naher Osten, Türkei, Europa
2006:
- Anfang Januar 2006 wurde in der osttürkischen Provinz Van ein größerer Ausbruch von A/H5N1 unter Hausgeflügel bekannt, der von den Behörden offenbar nicht rechtzeitig erkannt worden war. Im Dorf Dogubeyazit trat der Erreger jedenfalls auf einige Bewohner über und verursachte mehrere Todesfälle. Bis Ende Januar wurden auch im Westen der Türkei sowie in diversen anderen Regionen des Landes Ausbrüche von H5N1 unter Hühnern und Truthühnern entdeckt. Amtlichen türkischen Angaben gegenüber der Weltorganisation für Tiergesundheit wurden H5N1-Fälle u. a. in der Nähe von Adıyaman, Diyarbakir, Ankara, Elazığ, Izmir, Mardin, Malatya, Tokat, Trabzon und Samsun entdeckt.
- Am 4. Januar 2006 wurden in Rumänien weitere sieben Infektionsherde von A/H5N1 bei Geflügel bekannt, nachdem das EU-Referenzlabor in Weybridge Proben untersucht hatte. Die betroffenen Dörfer lagen rund 150 km nordöstlich von Bukarest in der Nähe des Karpaten-Knies. Auch in den folgenden Wochen wurden immer wieder neue Ausbrüche aus Rumänien gemeldet, in Pressemeldungen war Mitte Mai von bis dahin insgesamt 65 Infektionsherden im Donaudelta, am Karpatenknie und in der südrumänischen Tiefebene die Rede. Seit Ausbruch der A/H5N1-Viren im Donaudelta Anfang Oktober 2005 hat sich die Tierseuche ca. 400 km in Richtung Westen ausgebreitet. Allein Mitte Mai 2006 wurden nach einem Ausbruch in Codlea mehrere hunderttausend Zuchttiere vorbeugend getötet. Wegen ungenügender Anstrengungen bei der Eindämmung der Seuche wurden Mitte Mai 2006 der Chef des nationalen Amtes für Tiergesundheit und dessen Stellvertreter entlassen.
- Am 29. Januar 2006 wurde von der EU-Kommission bekanntgegeben, dass im türkisch kontrollierten Nordzypern, in der Nähe der Hafenstadt Famagusta, bei Hühnern und Puten H5N1-Infektionen festgestellt und im EU-Referenzlabor Weybridge bestätigt wurden.
- Am 3. Februar wurde der Weltorganisation für Tiergesundheit durch das irakische Landwirtschaftsministerium mitgeteilt, dass es seit dem 18. Januar im Nordirak wiederholt H5-Ausbrüche gegeben habe, denen mehrere hundert privat gehaltene Tiere zum Opfer fielen (Hühner, Gänse, Puten, Enten). Am 7. Februar wurde ein H5-Ausbruch unter Tauben durch ein Labor in Bagdad serologisch bestätigt.
- Am 10. Februar teilte das Gesundheitsministerium von Aserbaidschan mit, durch das EU-Referenzlabor im britischen Weybridge sei bestätigt worden, dass nach dem 29. Januar nahe der Halbinsel Apscheron am Kaspischen Meer (in der Nähe Baku) tot im Wasser treibende Zugvögel unterschiedlicher Arten mit A/H5N1 entdeckt wurden. Als Folge mehrerer H5N1-Ausbrüche in großen Geflügelbeständen wurden nach dem 22. Februar in den Regionen Khyzy und Biljasuvar laut offiziellen Angaben des Landwirtschaftsministeriums in Baku 300.000 Zuchttiere getötet.
- Am 11. Februar 2006 meldete die Nachrichtenagentur Reuters, das italienische Gesundheitsamt sowie Behörden aus Griechenland hätten H5N1-Verdachtsfälle in Süditalien bzw. im nördlichen Griechenland bekanntgegeben. In Italien wurde das Virus bei einigen von insgesamt ca. 70 toten Höckerschwänen in Kalabrien und Apulien sowie auf Sizilien nachgewiesen (aufgefunden am 1. Februar), in Griechenland bei drei Schwänen nahe der Hafenstadt Thessaloniki, die bereits am 30. Januar aufgefunden worden waren. Auch bei einer Rothalsgans (Branta ruficollis) wurde in der Region Sterea Hellas H5N1 nachgewiesen. Gleichzeitig gab es Berichte über neuerliche H5N1-Fälle in Rumänien nahe der bulgarischen Grenze sowie über den Fund eines H5N1-infizierten Höckerschwans nahe der rumänischen Grenze in Bulgarien. Dieser Schwan war bereits am 31. Januar an der Donau entdeckt worden, der Vorfall wurde jedoch erst am 12. Februar an die Weltorganisation für Tiergesundheit gemeldet.
- Am 12. Februar wurde nach Angaben der EU-Kommission in Slowenien bei einem in der Nähe von Maribor verendeten Höckerschwan sowie bei einem Graureiher H5-Viren nachgewiesen. Ein Speziallabor in Padua bestätigte am 16. Februar, dass es sich beim Schwan um H5N1 gehandelt habe. Bereits am 15. Februar wurde das gesamte Staatsgebiet vom slowenischen Landwirtschaftsministerium zur Vogelgrippe-Risikozone erklärt.
- Am 14. Februar gab die iranische Veterinärbehörde die ersten Fälle einer H5N1-Infektion in diesem Land bekannt. In einer offiziellen Erklärung hieß es, Laborergebnisse aus dem Ausland hätten bestätigt, dass mehr als 150 ab dem 2. Februar tot aufgefundene Höckerschwäne an H5N1-Viren verendet seien. Die Schwäne stammten aus Feuchtgebieten an der nordiranischen Küste, aus der Nähe des Hafens Bandar-e Ansali am Kaspischen Meer, wo viele Zugvögel überwintern. Vorbeugend wurden mehr als 40.000 Stück Geflügel und Wildvögel in den beiden betroffenen Gebieten getötet.
- Am 15. Februar 2006 wurden aus Ungarn 11 tote Höckerschwäne gemeldet, bei denen einige Tage später eine H5N1-Infektion nachgewiesen wurde. Die Tiere waren 60 Kilometer nordwestlich der Hauptstadt Budapest auf der teilweise zugefrorenen Donau entdeckt worden. Zugleich wurden neue gesicherte Nachweise unter frei lebenden Vögeln aus dem rumänischen Donaudelta sowie aus einer Hühnerfarm in der russischen Teilrepublik Dagestan gemeldet, wo in Machachkala mehr als 500.000 Tiere notgeschlachtet wurden. Am 16. Februar wurden auch aus Kroatien 30 sowie aus Bosnien-Herzegowina (Plivsko-See) zwei verendete Schwäne mit in Schnelltests nachgewiesenem H5-Influenzaviren-Befall gemeldet. In Albanien starben im Bezirk Vlora 60 Haushühner an H5N1. Die in Bosnien-Herzegowina aufgefundenen Tiere entstammten einem Trupp von ca. 15 Schwänen, der laut Angabe des Staatlichen Veterinäramtes neu zugewandert war. Am 23. Februar gab das slowakische Landwirtschaftsministerium bekannt, dass bei einem Falken und bei einem Lappentaucher unweit der Hauptstadt Bratislava H5N1 nachgewiesen worden sei. Beide Tiere habe man am 21. Februar tot nahe bzw. in der Donau gefunden. Anfang März wurden auch in Polen mehrere tote Höckerschwäne positiv auf A/H5N1 getestet. Tote, H5N1-infizierte Höckerschwäne wurden Ende Februar und Anfang März auch am Ufer der Drina in Serbien (Bezirk Zapadna Bačka und Zlatibor) gefunden.
- Am 17. Februar 2006 wurde durch das französische Landwirtschaftsministerium bekanntgegeben, eine am 13. Februar im Zentrum des Landes (in der Gemeinde Joyeux im Département Ain) zusammen mit 6 weiteren Entenvögeln tot aufgefundene Tafelente sei „sehr wahrscheinlich“ an H5N1 verendet. Genanalysen zeigten, dass die Viren zu 98,8 Prozent mit den aus Asien bekannten H5N1-Viren identisch seien. Um den Fundort wurde eine großräumige Beobachtungszone eingerichtet, innerhalb der auch der Ort Versailleux liegt, wo nach dem 23. Februar 10.500 junge (56 Tage alte) Puten getötet wurden, nachdem der Hofbesitzer zuvor 400 tote Tiere entdeckt hatte. Auch hier konnte später die bereits aus Qinghai bekannte H5N1-Variante nachgewiesen werden. Weitere H5N1-Nachweise im Département Ain betrafen an den folgenden Tagen mehrere wilde Schwäne, Enten, Gänse und einen Mäusebussard.
- Am 19. Februar wurden auf Sizilien und in Umbrien weitere Wildvögel entdeckt, bei denen die hochpathogene Form von A/H5N1 nachgewiesen werden konnte. Betroffen waren unter anderem erneut Höckerschwäne, aber auch Purpurhühner, Mäusebussarde und Stockenten.
- Am 15. März bestätigte das EU-Referenzlabor den ersten Nachweis von A/H5N1 in Schweden, und zwar bei einer Stockente, die auf einer Farm in der Nähe von Oskarshamn an der schwedischen Ostseeküste zusammen mit anderen Vögeln als Ziergeflügel gehalten und bereits am 24. Februar vorbeugend (also symptomlos) untersucht worden war. Am gleichen Tag wurde zudem vom staatlichen dänischen Veterinäramt ein H5-Nachweis an die OIE gemeldet, und zwar bei einem am 12. März in Storstrøms (Süd-Seeland) tot aufgefundenen Mäusebussard.
- Am 17. März meldete das israelische Agrarministerium der OIE, dass in zwei Putenfarmen bei Be’er Scheva sowie in zwei weiteren Putenfarmen in der Nähe von Jerusalem und bei Ashkelon fast 12.000 Tiere an den Folgen einer H5N1-Infektion verendet und fast 60.000 weitere vorbeugend getötet wurden. Kurz darauf kam es auch zu mehreren Ausbrüchen in den Palästinensischen Autonomiegebieten – im Gebiet von Gaza wurden mehr als 40.000 Tiere getötet – sowie am 23. März erstmals auch in Kofranja in Jordanien; auf einer Farm wurden 18.000 Tiere getötet.
- Am 30. März wurde bei Anstruther in Schottland ein toter Singschwan entdeckt, bei dem wenige Tage später erstmals in Großbritannien die hochpathogene H5N1-Variante sicher nachgewiesen wurde. Vorbeugend wurde in der Region das Geflügel geimpft.
- Am 16. Mai wurden auf der Ostseeinsel Fünen der erste H5N1-Ausbruch in Dänemark in einem ca. 100 Tiere umfassenden Geflügelbestand entdeckt.
- Am 30. Juni 2006 wurde im Salburúa-Feuchtgebiet der spanischen Provinz Álava ein Haubentaucher tot aufgefunden, bei dem am 7. Juli ein gesicherter H5N1-Nachweis erfolgte.

2007:
- Erstmals seit August 2006 wurde dann wieder Anfang 2007 in einem EU-Land A/H5N1 nachgewiesen, und zwar auf einer ungarischen Gänsefarm, wie die EU-Kommission am 30. Januar 2007 bekannt gab. Vorsorglich wurden dort rund 3.300 Gänse gekeult, um eine Ausbreitung des Erregers zu verhindern.
- Am 9. Februar 2007 meldete der Sender BBC: Der Ausbruch der Vogelgrippe H5N1 in einem britischen Geflügelmastbetrieb in Suffolk ist vermutlich auf den Import von verseuchtem Truthahnfleisch aus Ungarn zurückzuführen.
- Am 4. Dezember 2007 meldet die rumänische Zeitung Jurnalul National: Auf einem Bauernhof im Dorf Murighiol im Donaudelta sei erneut Vogelgrippe H5N1 gemeldet worden. Der gesamte Geflügelbestand – 76 Tiere – wurde sofort getötet.
- Am 7. Dezember meldeten britische Behörden den zweiten Fall von Vogelgrippe H5N1 innerhalb einer Woche in Ostengland. Das H5N1-Virus wurde bei Truthähnen auf einer Farm an der Grenze zwischen Norfolk und Suffolk nachgewiesen. In der vorhergegangenen Woche war bereits die Tötung von mehr als 6000 Tieren auf der befallenen Farm in Diss in Norfolk angeordnet worden, und zur Sicherheit waren auch mehr als 20.000 weitere Tiere von vier Nachbarfarmen gekeult worden. In Suffolk war bereits im Februar 2007 die Vogelgrippe H5N1 ausgebrochen, weswegen als Vorsichtsmaßnahme rund 159.000 Truthähne in einem Zuchtbetrieb in Holton getötet worden waren.
- Am 9. Dezember 2007 wurde A/H5N1 auf einer Hühnerfarm in der Gemeinde Bieżuń nordwestlich von Warschau nachgewiesen. Etwa 110.000 Legehennen wurden vorsorglich getötet. Zudem wurden 100.000 Eier sichergestellt. Einige Produkte seien allerdings bereits in die Geschäfte gelangt. Dieses war der vierte größere Vogelgrippe-Fall in einem polnischen Geflügelaufzuchtsbetrieb seit Dezember 2006.

Nach 2007: Auch in den folgenden Jahren kam es in Europa zu vereinzelten Ausbrüchen von A/H5N1.

#### Österreich
2006:
Am 14. Februar 2006 wurde von einem Vertreter der Behörde für Lebensmittelsicherheit in Wien der Nachweis einer H5-Infektion bei zwei Schwänen bekanntgegeben, die tot in der österreichischen Gemeinde Mellach (nahe der Marktgemeinde Wildon) im Süden der Landeshauptstadt Graz gefunden worden waren. Tags darauf gab die amtliche österreichische Agentur für Gesundheit und Ernährungssicherheit (AGES) bekannt, bereits am 13. Februar (dem Tag des Fundes) das Erbgut von H5N1-Viren definitiv nachgewiesen zu haben. Die Diagnose wurde am 18. Februar vom EU-Referenzlabor im britischen Weybridge bestätigt.
Am 18. Februar wurde auch bei einem Schwan in Wien der Verdacht auf eine H5N1-Infektion bestätigt. Das Tier war bereits am 14. Februar an der Alten Donau im Bereich des so genannten Wasserparks tot aufgefunden worden. Ebenfalls am 18. Februar wurden die meisten Regionen in der Steiermark und große Gebiete in Kärnten und im Burgenland zur H5N1-Risikozone erklärt sowie eine allgemeine Stallpflicht für ganz Österreich bis vorerst Ende April angeordnet. In der Steiermark wurde das Virus am vierten Schwan bestätigt. Alle vier Schwäne kamen aus der Gemeinde Mellach.
Am 21. Februar wurden in der Steiermark insgesamt fünf positive Befunde bestätigt. Weitere 100 tote Vögel wurden in das Labor der AGES nach Mödling geschickt. In Tirol wurden drei tote Enten, ein Kormoran und ein Schwan wegen Verdachts auf Vogelgrippe H5N1 in das Labor der AGES geschickt.
Am 22. Februar wurde in Graz eine Schutzzone eingerichtet. Von 130 in der Steiermark zur Untersuchung geschickten toten Vögeln wurde die Infektion bereits in elf Fällen bestätigt. In 30 Fällen war der Befund negativ, die restlichen Ergebnisse stehen noch aus. Entwarnung gibt es aus Wien, Tirol und Kärnten. Bei zwölf untersuchten Tieren gab es einen negativen Befund. Ein Ergebnis aus Wien steht noch aus. Am 6. März gibt es in der Steiermark 28 bestätigte Fälle. Vorübergehend wurde bei drei Katzen H5N1 festgestellt.
Am 3. März wurde bei einer Wildente aus dem Stausee Pernegg in der Steiermark von der AGES eine Erkrankung mit H5N1-Viren diagnostiziert. Weiters wurde von der AGES bei fünf Wasservögeln aus dem Bezirk Bregenz das Virus festgestellt. In beiden Fällen wurde eine Schutzzone eingerichtet.
Insgesamt 124 „positive Fälle und Verdachtsfälle“ bei Wildvögeln wurden von der AGES mit Stichtag 26. April ausgewiesen, betroffen waren vor allem Enten und Schwäne.
2006–2008: Für Österreich wurde von der Weltorganisation für Tiergesundheit (OIE) bis Ende 2008 nur eine einzige offizielle H5N1-Meldung – abgegeben am 20. Februar 2006 – veröffentlicht.

#### Deutschland

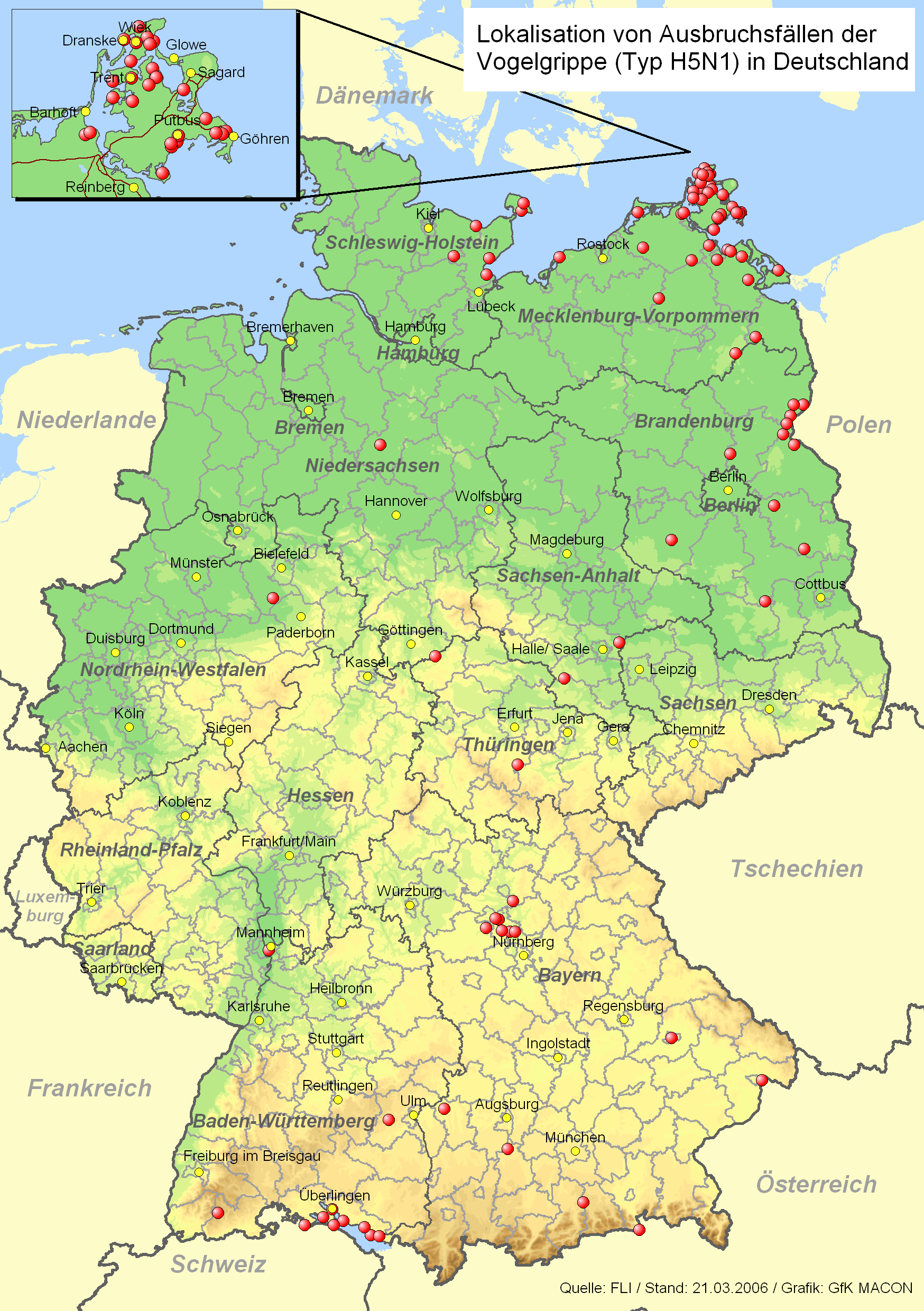
Lokalisation festgestellter Fälle von Vogelgrippe H5N1 in Deutschland (Stand 21. März 2006)

2006:

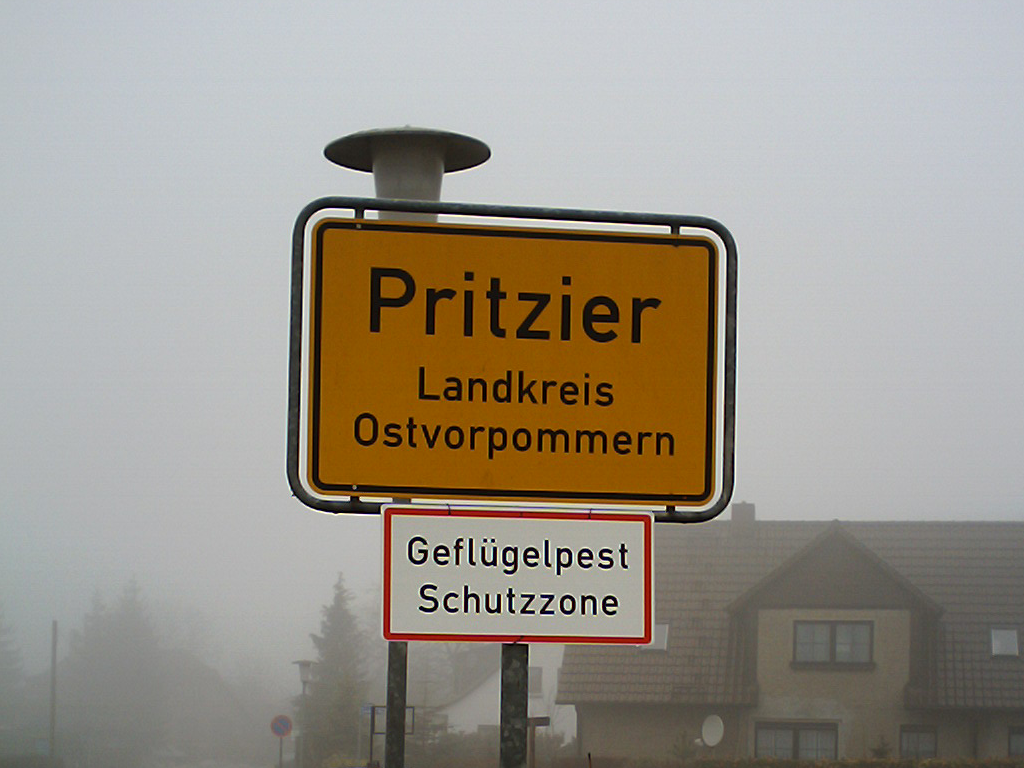
Hinweisschild im Landkreis Ostvorpommern am 21. Februar 2006

Am Abend des 14. Februar 2006 wurde bekannt, dass bei zwei nahe Wiek (Rügen) tot aufgefundenen Höckerschwänen aufgrund einer Genanalyse der Verdacht auf H5N1 bestehe; die Tiere waren bereits am 8. Februar gefunden worden. Dieser Verdacht wurde am darauf folgenden Morgen vom Leiter des Robert Koch-Instituts offiziell bestätigt. Am frühen Nachmittag meldete die Agentur ddp unter Berufung auf das Landratsamt in Bergen den Fund von mehr als 100 frisch verendeten Schwänen nahe der Wittower Fähre auf Rügen. Zugleich wurde bekannt, dass H5N1 auch bei einem Habicht festgestellt wurde, der ebenfalls am 8. Februar von einem Jäger bei Dranske gefunden worden war. In den Wochen zuvor waren wiederholt tote Wildvögel untersucht worden, ohne dass H5N1 bei ihnen festgestellt wurde.
Am 15. Februar 2006 gab das Friedrich-Loeffler-Institut bekannt, die auf Rügen gefundenen Viren vom Typ H5N1/Asia seien eng mit Virusvarianten verwandt, die man im Jahr 2005 in der Mongolei und am westchinesischen Qinghai-See nachgewiesen hatte. Am Abend des 16. Februar 2006 gab das Bundeslandwirtschaftsministerium zehn weitere H5N1-Funde auf Rügen bekannt, und zwar sechs Höckerschwäne, drei Singschwäne (die als Zugvögel gelten) und eine Kanadagans. Einer der Singschwäne war in Lettland beringt worden. An den folgenden Tagen erhöhten sich die nachgewiesenen H5N1-Infektionen auf mehr als 100, darunter auch Kormorane und ein Mäusebussard.
Entsprechend den Vorschriften der Geflügelpest-Verordnung wurden im Umkreis von Fundstellen Sperrbezirke eingerichtet und Stallpflicht sowie ein Transportverbot für Geflügel angeordnet; die gesamte Insel wurde zum Beobachtungsgebiet erklärt. Die bundesweite Stallpflicht für Nutzgeflügel trat aufgrund einer Eilverordnung des BMELV am 17. Februar 2006 in Kraft.
Am 19. Februar wurden auf Anweisung des zuständigen Ministers Till Backhaus erste Bestände in Betrieben gekeult, die in räumlicher Nähe zu Wildvogelkolonien liegen, obwohl, nach Aussage von Bundeskanzlerin Merkel noch keine Erkrankungen bei Nutztieren beobachtet wurden. Dies wurde vom Deutschen Tierschutzbund als „Aktionismus“ kritisiert, der aus politischen Gründen geschehe; die Risikoabschätzung des Friedrich-Loeffler-Institutes sei noch nicht abgeschlossen. Ferner wurden zwei H5N1-Nachweise bei einem Mäusebussard aus dem Landkreis Ostvorpommern und bei einer Silbermöwe aus dem Landkreis Nordvorpommern bekannt.
Wegen der Tierseuche rief der Landkreis Rügen am 19. Februar den Katastrophenfall aus. Dieser wurde tags darauf auch in den Kreisen Nordvorpommern und Ostvorpommern ausgerufen. Zur Bekämpfung der Seuche, speziell zum Einsammeln toter Tiere und zum Desinfizieren von Schuhen und Fahrzeugen, wurden daraufhin auch Soldaten der Bundeswehr neben freiwilligen Einsatzkräften beispielsweise der Feuerwehren und Katastrophenschutzhelfer eingesetzt.

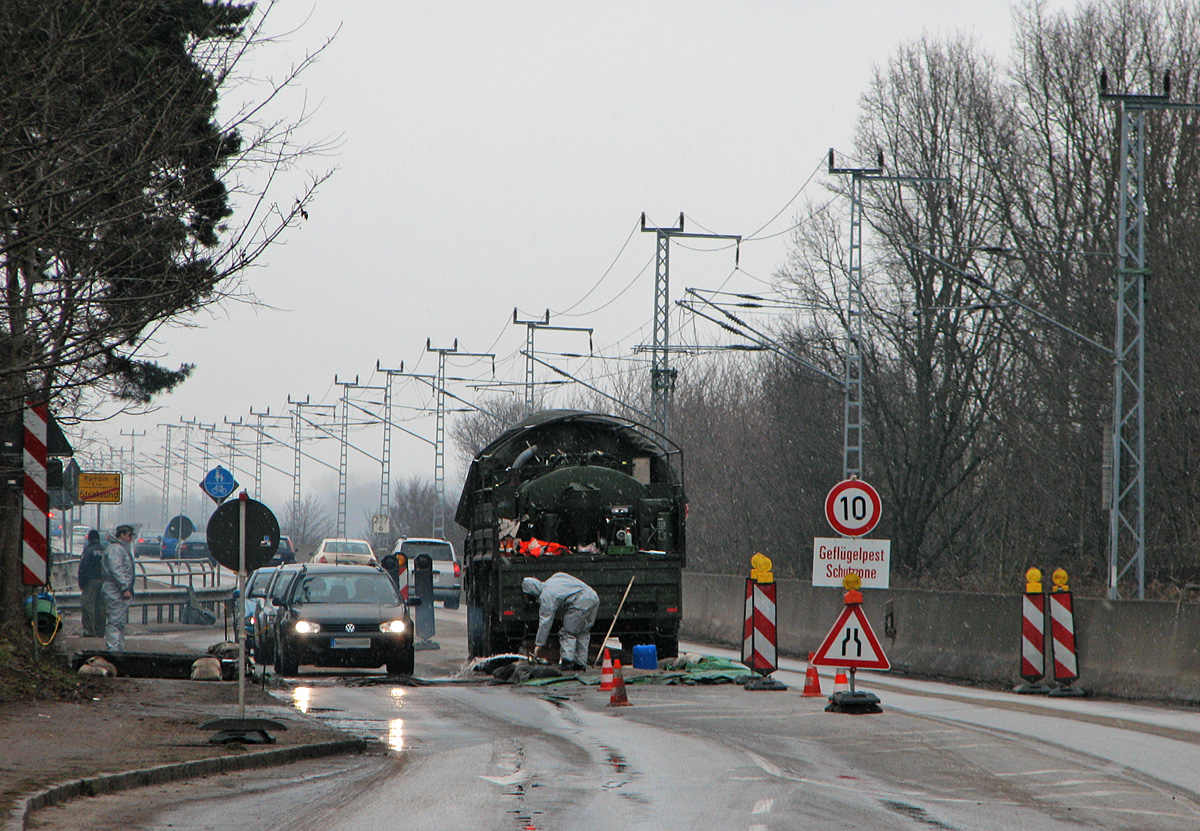
Desinfektions-Schleuse auf dem Dänholm
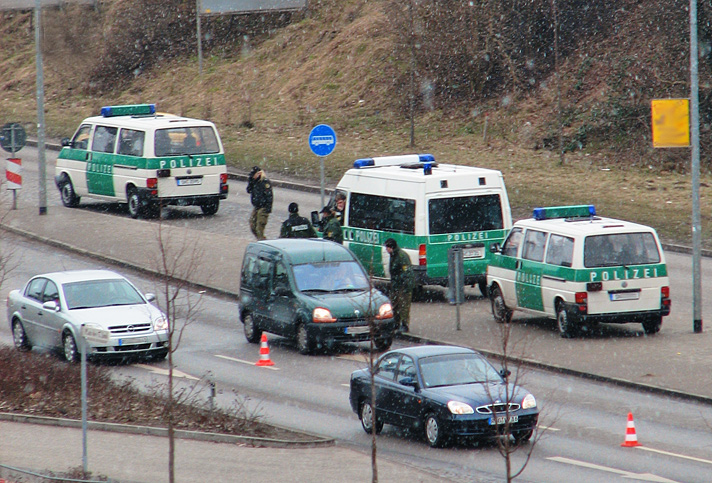
Polizeikontrolle, PKW aus Rügen kommend

Am 23. Februar wurde eine tote Reiherente, die bereits am 17. Februar auf der etwa fünf Kilometer von der Stadt Wismar im Landkreis Nordwestmecklenburg entfernten Insel Walfisch gefunden worden war, positiv auf A/H5N1 getestet. Mit diesem Fund erhöhte sich die Zahl der betroffenen Landkreise in Mecklenburg-Vorpommern auf vier, es handelt sich darüber hinaus um den bisher westlichsten H5N1-Nachweis.

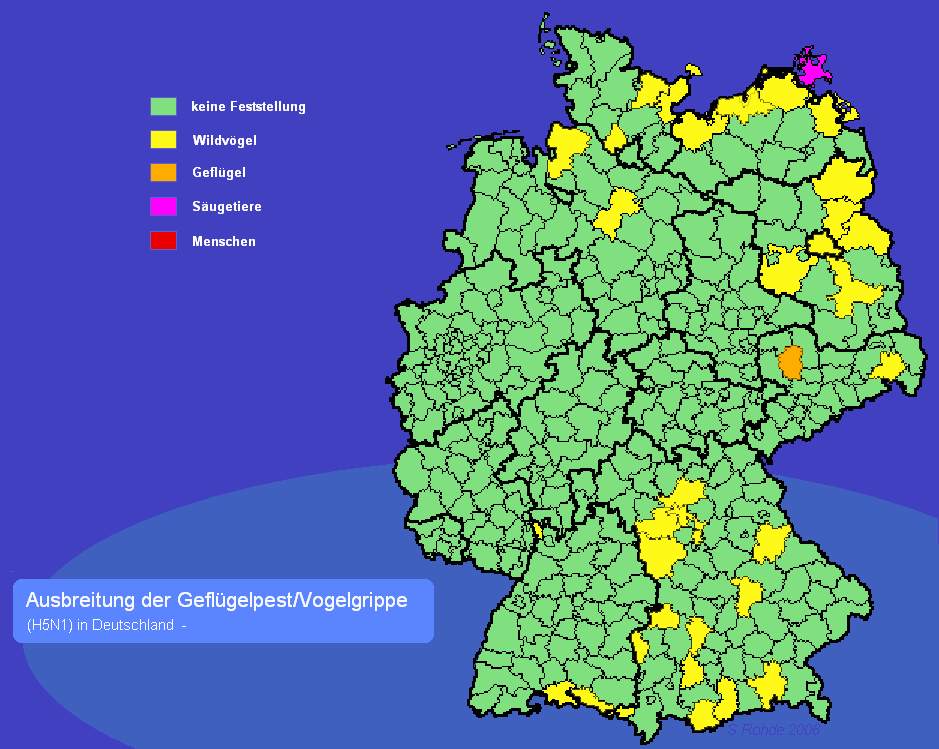
Verbreitung der Vogelgrippe H5N1 in Deutschland (nach Kreisen, Stand 26. April 2006)

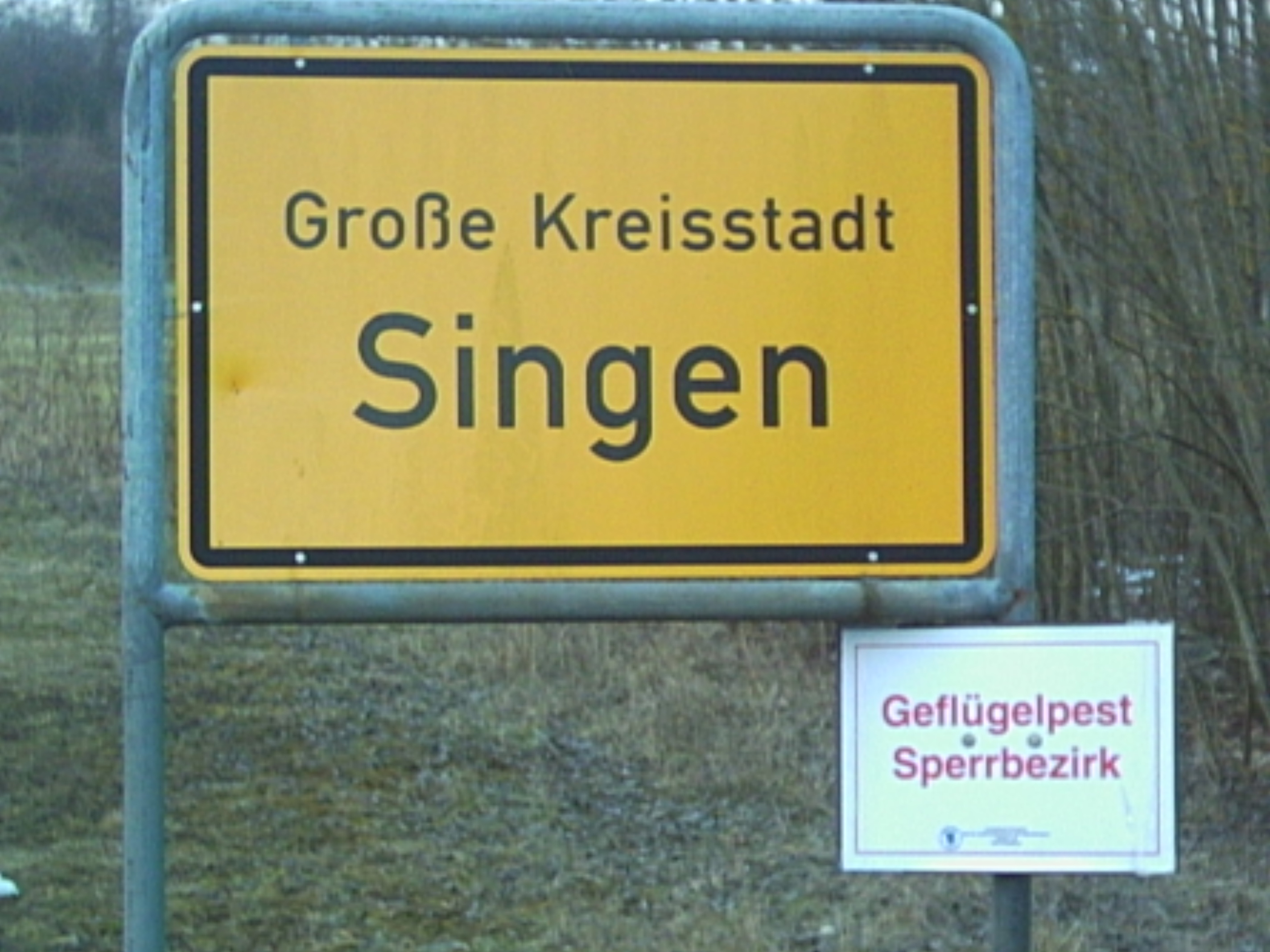
Hinweisschild in Singen

Am 24. Februar wurden weitere H5N1-Fälle bekannt: bei Stockenten in Schleswig-Holstein im Kreis Ostholstein bei Neustadt und in Timmendorfer Strand sowie erstmals auch in Süddeutschland (Baden-Württemberg) bei einer Tafelente in Überlingen am Bodensee. Beim Fund aus Überlingen wurde später der Virus-Typ H5N1/Asia nachgewiesen. Am 26. Februar wurde vom zuständigen Landesminister bekanntgegeben, dass auch im Landkreis Konstanz in den Gemeinden Singen und Öhningen je eine Ente gefunden wurde, bei denen später der Verdacht auf H5N1/Asia bestätigt wurde. An den folgenden Tagen wurden in Schleswig-Holstein weitere H5N1-Infektionen bekannt, u. a. bei je einem verendeten Schwan auf der Insel Fehmarn (Kreis Ostholstein) und in der Nähe von Hohwacht (Kreis Plön) sowie eine Bergente aus der Nähe von Kollmar (Kreis Steinburg).
Am 25. Februar wurde bekanntgegeben, dass im Landkreis Uckermark in Brandenburg bei einem Höckerschwan und einer Wildente H5N1 nachgewiesen wurde. Am 3. März teilte das brandenburgische Landwirtschaftsministerium mit, bei einem auf einem Seegrundstück in Wandlitz gefundenen Blesshuhn sei A/H5N1 festgestellt worden.
Ebenfalls am 25. Februar fiel eine Graugans nach Aussage eines Zeugen „tot vom Himmel“ und schlug auf einem Acker bei der Ortschaft Düshorn im Landkreis Heidekreis (Niedersachsen) auf. Eine Woche später, am 4. März, wurde vom Landwirtschaftsministerium Niedersachsen bekanntgegeben, dass A/H5N1 in dem toten Tier nachgewiesen worden war; damit war in Deutschland das sechste Bundesland betroffen. Der Landkreis richtete einen Sperrbezirk mit drei Kilometer Radius und ein Beobachtungsgebiet mit zehn Kilometer Radius um den Fundort ein. Das Beobachtungsgebiet umfasste u. a. die Orte Walsrode, Bad Fallingbostel und Bomlitz. Sowohl im Sperrbezirk als auch im Beobachtungsgebiet hatten Hunde- und Katzenhalter sicherzustellen, dass ihre Tiere nicht frei umherlaufen konnten.
Am 28. Februar 2006 wurde auf Rügen bei einer Katze A/H5N1 nachgewiesen (Details siehe oben). Am selben Tag wurde vom bayerischen Staatsministerium für Umwelt, Gesundheit und Verbraucherschutz bekanntgegeben, dass auch in Oberbayern A/H5N1 in zwei Wildvögeln nachgewiesen worden war. Sowohl der Höckerschwan aus der Gemeinde Schwabstadl im Landkreis Landsberg am Lech als auch die Stockente aus der Gemeinde Sachsenkam im Landkreis Bad Tölz waren bereits am 20. Februar tot aufgefunden worden. An den folgenden Tagen wurden in Bayern weitere H5N1-Infektion bei Wildtieren nachgewiesen, u. a. bei einem Höckerschwan aus dem schwäbischen Schmiechen, bei zwei Enten aus Lindau am Bodensee und bei einer im Innenhof des Gefängnisses von Straubing tot aufgefundenen Wildente.
Am 3. März 2006 wurde nach Angaben des baden-württembergischen Agrarministeriums in Mannheim bei einer toten Wildente A/H5N1 nachgewiesen. Unmittelbar danach wurde ein örtlicher Transportstopp für Vögel und Bruteier verordnet, der sich auch auf die hessische Gemeinde Viernheim und auf Teile von Lampertheim (beide Landkreis Bergstraße) erstreckt. Am 4. März wurde in Konstanz auf dem ehemaligen Gelände der Firma Great Lakes ein verendeter Wildvogel gefunden, der positiv auf A/H5N1 getestet wurde. Nach dem bestätigten Test vom 13. März wurde umgehend eine 3-km-Sperrzone eingerichtet.
Am 24. März wurde der Fund eines verendeten, mit dem H5N1-Virus infizierten, Wildvogels in Nürnberg bekanntgegeben. Auch hier wurden ein Sperrbezirk und ein Beobachtungsgebiet eingerichtet.
Ebenfalls am 24. März gab die Berliner Senatsverwaltung für Gesundheit bekannt, dass im Bezirk Marzahn-Hellersdorf ein toter Mäusebussard mit dem H5N1-Virus gefunden wurde. Umgehend wurde ein Sperrbezirk mit drei Kilometer Radius und ein Beobachtungsgebiet mit zehn Kilometer Radius eingerichtet. Einen Tag später wurde bekanntgegeben, dass aufgrund einer Panne bei der Etikettierung die Herkunft des Mäusebussards nicht festgestellt werden konnte. Der Sperrbezirk wurde aufgehoben und das gesamte Stadtgebiet von Berlin wurde nunmehr Beobachtungsgebiet.
Am 5. April 2006 informierte das sächsische Sozialministerium in Dresden darüber, dass die hochpathogene Variante des H5N1-Virus durch das Friedrich-Loeffler-Institut auf einer Geflügelfarm in Wermsdorf im Muldentalkreis nachgewiesen wurde. Es ist das erste Vorkommen von A5/H5N1 auf einer deutschen Geflügelfarm. 14.000 Puten, Gänse und Hühner wurden sofort getötet.
Danach wurden neue H5N1-Fälle außerhalb der unmittelbar betroffenen Gebiete kaum noch von den Nachrichtenagenturen gemeldet. Gleichwohl kam es auch im April und Mai 2006 wiederholt zu einzelnen Funden unter Wildvögeln: in Brandenburg im Landkreis Märkisch-Oderland und im Landkreis Dahme-Spreewald; in Mecklenburg-Vorpommern im Landkreis Ostvorpommern; in Schleswig-Holstein in den Kreisen Ostholstein, Plön, Rendsburg-Eckernförde und Steinburg; in Baden-Württemberg im Bodenseekreis, in Konstanz und in Sigmaringen; in Bayern in den Landkreisen Deggendorf, Dillingen, Donau-Ries, Fürstenfeldbruck, Kelheim, Landsberg am Lech, Lindau am Bodensee, Neu-Ulm, Rosenheim, Straubing-Bogen und Weißenburg-Gunzenhausen sowie in Straubing.
Als 344. und letztes gemeldetes Todesopfer des H5N1-Virus im Jahr 2006 im Dresdner Zoo wurde im August ein Trauerschwan registriert.
2007:
Einige wenige Infektionen unter Wild- und Hausgeflügel wurden erst wieder im Sommer 2007 bekannt.
Ende August kam es in einem großen Enten-Mastbetrieb nahe Erlangen zu einem H5N1-Ausbruch, so dass alle 160.000 Tiere getötet wurden. Dies war die bis dahin größte vorsorgliche Tötung von Nutztieren, die es in Deutschland je gegeben hatte. Nach einem weiteren Verdachtsfall im oberpfälzischen Schwandorf wurden Anfang September ca. 205.000 Enten vorsorglich getötet.
Am 16. Dezember meldete das Landesagrarministerium in Brandenburg, der H5N1-Virus sei in einem privaten Hühnerstall im Landkreis Oberhavel erneut aufgetreten; elf Tiere wurden getötet. Wie sich die Hühner infizieren konnten, ist unklar. Im Beobachtungsgebiet liegen zwei Geflügel-Großbetriebe: eine aus zehn Hallen bestehende Hähnchenmast-Anlage mit rund 220.000 Tieren und eine Anlage mit 24.000 Legehennen.
2008–2010:
Ein weiterer Fall wurde in Deutschland am 9. Oktober 2008 bekannt, nachdem bei einer Ente auf einem Geflügelhof in Sachsen A/H5N1 nachgewiesen worden war. Anfang März 2009 wurde bei 39 Wildenten am Starnberger See das Virus nachgewiesen.
Am 12. November 2010 wurde in einem Geflügelbetrieb in Mecklenburg-Vorpommern A/H5N1 festgestellt. Wie der Landkreis Parchim mitteilte, wurden 17.000 Enten und Gänse vorsorglich getötet. Dieses war der erste größere Vogelgrippe-Fall im Jahr 2010 in Deutschland.

#### Schweiz
2006: In der ersten Märzwoche 2006 wurden bei Steckborn im Kanton Thurgau eine Tafelente und bei Feuerthalen im Kanton Zürich ein Blässhuhn aufgefunden, die von den zuständigen Schweizer Behörden Mitte März als H5N1-infiziert an die Weltorganisation für Tiergesundheit gemeldet wurden. Zwischen dem 6. und 10. März wurden auch bei Schaffhausen, Dörflingen und Feuerthalen einige H5N1-infizierte Wildvögel (u. a. Zwergtaucher, Reiherente und Tafelente) gefunden.
2008: Danach wurde erst im Frühjahr 2008 wieder aus Luzern ein Ausbruch unter Wildvögeln an die OIE gemeldet.
Sonstige: Seither wurden immer wieder einzelne Fälle gemeldet. Im Sommer 2022 waren Wildvögel erstmals auch im Sommer betroffen. Im November 2022 verordnete das Bundesamt für Lebensmittelsicherheit und Veterinärwesen in Absprache mit den Kantonen schweizweite Schutzmassnahmen. Seither wurden einzelne Fälle bekannt.

### Afrika
2006:
Am 8. Februar 2006 teilte die Weltorganisation für Tiergesundheit (OIE) in Paris mit, dass es bereits seit dem 10. Januar 2006 in der nigerianischen Stadt Jaji im Bundesstaat Kaduna in einer großen Legehennen-Batterie zu einem Ausbruch von A/H5N1 gekommen sei. Bis Ende Juni wurden aus 14 der 31 Bundesstaaten Nigerias H5N1-Infektionen bekannt. In der Fachzeitschrift Nature kam eine luxemburgische Forschergruppe nach Erbgut-Analysen zu dem Ergebnis, dass A/H5N1 mindestens dreimal unabhängig voneinander nach Nigeria eingeschleppt worden war. Als Herkunftsgebiete der Virusstämme wurden Südrussland und Nordeuropa identifiziert. Nigerianische Geflügelfarmen importieren laut BirdLife Bruteier aus dem Ausland, unter anderem aus der Türkei. Die Geflügelzucht gilt zwar als der zweitwichtigste Wirtschaftsfaktor des Landes, jedoch finden keine Einfuhrkontrollen statt.
Der Direktor der Weltgesundheitsorganisation äußerte sich in einer auf der Webseite der WHO veröffentlichten Stellungnahme am 9. Februar 2006 außerordentlich besorgt darüber, dass Übergänge von A/H5N1 auf den Menschen in Nigeria und dessen Nachbarstaaten nicht oder zu spät erkannt und so womöglich auch ein gehäufter Übergang von Mensch zu Mensch zunächst unentdeckt bleiben könnte: „Die afrikanischen Gesundheitssysteme haben schon jetzt damit zu kämpfen, die Erkrankungen von Kindern und Erwachsenen an HIV / AIDS, Tuberkulose, Malaria, Atemwegserkrankungen und anderen Infektionen zu bewältigen. H5N1-Erkrankungen bei Menschen können daher möglicherweise nur schwer von anderen Krankheiten unterschieden werden. Wir wissen zudem nicht, welche Auswirkungen es haben wird, wenn viele Menschen, die ohnehin schon immungeschwächt und gesundheitlich anfällig sind, zusätzlich den Erregern der aviären Influenza ausgesetzt sind.“
- Am 28. Februar wurde aus Niger offiziell mitgeteilt, dass es ab dem 13. Februar in der Region Zinder zu einem H5N1-Ausbruch unter „traditionell gehaltenem Geflügel“ gekommen war, von dem 20.000 Tiere betroffen seien.[39] Im April trug sich ein weiterer Ausbruch in der Region Maradi zu.[40]
- Am 18. Februar informierte das ägyptische Landwirtschaftsministerium die Weltorganisation für Tiergesundheit, dass im Großraum Kairo sowie in den Regionen Giza, Menia, Quena und Qualiubia durch zwei nationale Forschungseinrichtungen bei privat gehaltenen Tieren H5N1 nachgewiesen worden sei.[41] Bis in den Herbst hinein wurden in den folgenden Monaten immer wieder einzelne Tiere aus privater Hinterhofhaltung entdeckt, bei denen das Central Laboratory for Veterinary Inspection of Poultry Production H5N1 nachwies.[42]
- Am 12. März meldete das zuständige Ministerium des westafrikanischen Staates Kamerun an die OIE, dass A/H5N1 bereits am 21. Februar auch in diesem Staat aufgetreten sei. Das Institut Pasteur in Paris habe das Virus in einer Gruppe von 50 Zuchtenten aus der Stadt Maroua (Nord-Kamerun) nachgewiesen.
- Ab dem 25. März kam es ersten offiziellen Mitteilungen zufolge im Sudan bei Khartum, Gezira, Atbara und Juba zu mehreren H5N1-Ausbrüchen sowohl in größeren Geflügelbeständen als auch bei Privathaltern, bei denen laut amtlichen Angaben gegenüber der OIE mehr als 60.000 Tiere starben.[43] Später wurde bekannt, dass es bereits am 20. Februar 2006 auf einer Farm in Atbara H5N1-Erkrankungen gegeben hatte.[44] Nachdem mehr als 900.000 Tiere in den betroffenen Gebieten geimpft worden waren, kam es amtlichen Angaben zufolge 2006 zu keinen neuerlichen H5N1-Ausbrüchen im Sudan.[45]
- Am 3. April 2006 meldete das zuständige Ministerium von Burkina Faso an die OIE, dass es ab dem 1. März zu einem H5N1-Ausbruch bei Perlhühnern in der Provinz Kadiogo gekommen sei, der vom Referenzlabor in Padua bestätigt wurde. Im Mai wurden weitere Ausbrüche in den Provinzen Houet und Sanguié gemeldet.
- Am 6. April kam es erstmals auch in Dschibuti zu einem H5N1-Ausbruch, und zwar in einem kleinen Geflügelzuchtbetrieb in der Nähe der Hauptstadt bei Boulaos. Der Vorfall wurde jedoch erst am 27. Mai der OIE gemeldet. Bereits am 23. April war aus dem Land eine H5N1-Erkrankung beim Menschen bekannt geworden.
- Am 25. April meldete das Ministerium für Tierproduktion der Elfenbeinküste an die OIE, dass es ab dem 30. März zu mehreren H5N1-Ausbrüchen unter privatem Hausgeflügel im Umkreis der Hauptstadt Abidjan gekommen sei. Betroffen waren mehrere tausend Hühner und Enten sowie ein Sperber (épervier).

2006–2008: Bis Ende 2008 lagen der OIE Berichte über wiederholte H5N1-Infektionen aus Nigeria, Niger, Ägypten, Kamerun, Sudan, Burkina Faso, Dschibuti, Elfenbeinküste, Ghana, Togo und Benin vor.

### Nordamerika
2015: Die erste hochpathogene Variante von A/H5N1, die in Nordamerika nachgewiesen wurde, enthält eine bis dahin unbekannte Reassortierung und wurde in einer Krickente gefunden. Es gibt Hinweise darauf, dass das Virus Kontakt mit Viren des Subtyps A/H5N8 hatten, wie sie kurz zuvor in einem in der Nähe gehaltenen Gerfalken gefunden wurden Virusnachweise aus einer Kanadapfeifente zeigten darüber hinaus Reassortierungen durch Kontakt von Subtyp A/H5N2 und A/H5N1. In Kanada wurde H1/N1 bei Hühnern gefunden.
Im Herbst 2022 wurden zudem in Spanien mehr als 50.000 infizierte Nerze getötet.
2023: Im Jahr 2023 sprang die H5N1-Variante Klade 2.3.4.4b in den USA auf Hausrinder über, was überraschte, weil Rinder kein bekannter Wirt für diese Art von Grippeviren waren. Die Rinder überstanden die Infektion in der Regel. Im Folgejahr wurden in den USA Erkrankungsfälle bei Menschen beobachtet.

### Südamerika
2023: In Südamerika führte die H5N1-Variante Klade 2.3.4.4b im Jahr 2023 zu einem Massensterben von eng zusammenlebenden Seelöwen und See-Elefanten.

### Antarktis
2024: Im Februar 2024 wurden das H5N1-Virus in einem Monat zuvor tot aufgefundenen Raubmöwen in der Nähe der argentinischen Basis Primavera (bei Cierva Cove) nachgewiesen.

## Übergänge von A/H5N1 auf Menschen
Die bekannt gewordenen Erkrankungen beim Menschen werden von der Weltgesundheitsorganisation (WHO) registriert und – nach Überprüfung der Meldungen aus den Mitgliedsländern der WHO in Vertrauenslabors der WHO – auf der WHO-Webseite veröffentlicht,
Vor 2004: Die ersten sicher nachgewiesenen Übergänge von H5N1 auf Menschen wurden sowohl von den jeweils zuständigen nationalen Behörden, aber auch von der Weltgesundheitsorganisation als Einzelfälle ausgewiesen, was bedeutet, dass die H5N1-Viren stets unmittelbar von Tieren auf die anschließend erkrankten Menschen übergegangen waren. Der erste Todesfall infolge einer H5N1-Infektion ereignete sich am 21. Mai 1997, fünf Tage nachdem ein dreijähriger Junge mit der Diagnose Reye-Syndrom, akute Influenza-Pneumonie und Atemnotsyndrom in die Intensivstation eines Hongkonger Krankenhauses eingeliefert worden war.
2004: Erste Verdachtsfälle von Mensch-zu-Mensch-Übergängen wurden im Jahr 2004 bekannt. Allerdings wurden diese ersten Verdachtsfälle von den Gesundheitsbehörden nicht hinreichend genug analysiert, um sichere Rückschlüsse auf die Infektionskette zu ziehen.

### Verdachtsfälle für Mensch-zu-Mensch-Übergänge
2004–2005:
Der erste Verdachtsfall wurde aus dem Krankenhaus der südvietnamesischen Stadt Cần Thơ gemeldet. Dort starben am 30. Juli 2004 ein 19-jähriger Mann und dessen 22-jährige Cousine. Die 25-jährige Schwester des 19-jährigen Mannes entwickelte wenig später grippeähnliche Symptome, wurde positiv auf H5N1 getestet und verstarb schließlich ebenfalls. Ihre beiden Verwandten wurden nicht getestet, daher war in den offiziellen Verlautbarungen nur von einem gesicherten Todesfall die Rede.
Der zweite Verdachtsfall wurde im September 2004 aus dem Norden von Thailand bekannt. Dort hatte ein elfjähriges Mädchen grippeartige Symptome entwickelt, die als Dengue-Fieber behandelt wurden. Ähnliche Symptome entwickelte kurz darauf auch ihre Tante, bei der das Mädchen zu dieser Zeit wohnte. Die Mutter des Kindes reiste von Bangkok in den Norden, um ihre Tochter im Krankenhaus zu besuchen und zeigte kurz darauf ähnliche Symptome wie ihre beiden Verwandten. Tochter und Mutter verstarben, die dritte Person überlebte. Allerdings wurden nur bei den Erwachsenen Tests ausgeführt, daher war in den offiziellen Verlautbarungen nur von einem gesicherten Todesfall, einer Überlebenden und einem Verdacht auf eine Mensch-zu-Mensch-Übertragung die Rede.
Ende Dezember 2004 erkrankte in Hanoi ein 47-jähriger Mann an einer H5N1-Infektion und Anfang Januar 2005 sein 42-jähriger Bruder. Untersuchungen zum Nachweis einer Mensch-zu-Mensch-Übertragung blieben ergebnislos. Eine gemeinsame Infektionsquelle wurde gleichfalls nicht bekannt. Ohne sicheren Befund blieb im Januar 2005 auch der um einige Tage zeitversetzte Tod infolge einer H5N1-Infektion einer 35-jährigen Frau und ihrer 13-jährigen Tochter sowie eine geringfügig zeitversetzte H5N1-Infektion bei einem 17-jährigen Jugendlichen und seiner 22-jährigen Schwester im vietnamesischen Distrikt Phuoc Long, an deren Folgen der Junge verstarb. Der Verdachtsfall einer Bruder-zu-Schwester-Übertragung, der im Januar 2005 aus Kambodscha bekannt wurde, blieb gleichfalls ungeklärt. Dort war zunächst ein 14-jähriger Junge und kurz darauf seine 25-jährige Schwester an den Folgen einer H5N1-Infektion verstorben.
In ähnlicher Form wurden in den folgenden Monaten immer wieder mehrfache Erkrankungen unter Verwandten bekannt, die jeweils zeitversetzt auftraten, so dass eine gemeinsame Infektionsquelle das Geschehen nicht hinreichend sicher erklären konnte.
Aus Indonesien wurden im Juli 2005 drei Todesfälle gemeldet (ein Mann und zwei seiner Kinder), die keinen intensiven Kontakt zu infiziertem Geflügel hatten. Ein Expertenteam der Weltgesundheitsorganisation fand in der Nachbarschaft der Familie einzig einen Ziervogel, in dessen Kot A/H5N1 nachgewiesen werden konnte. Ob dies die Quelle der Infektion war und in welcher Weise die Infektion auf die drei Mitglieder der Familie überging, blieb allerdings ungeklärt.
2007–2008: Aus Jiangsu, Volksrepublik China, wurde Anfang Dezember 2007 durch die WHO bekannt, dass ein 24-jähriger Mann an einer H5N1-Infektion verstarb, der zuletzt sechs Tage vor dem Auftreten der Krankheitssymptome einen Geflügelmarkt besucht, dort aber keinen Kontakt zu erkennbar erkranktem Geflügel gehabt habe. Wenige Tage nach seinem Tod erkrankte sein 52 Jahre alter Vater an H5N1. Im April 2008 berichteten chinesische Forscher, ein detaillierter Erbgutvergleich der Viren von Vater und Sohn habe ergeben, dass das Erbgut der Viren – abgesehen von einer einzigen kleinen Veränderung in der Abfolge der Erbgutbausteine – identisch gewesen sei. In einer Publikation in The Lancet wurde daher als wahrscheinlichste Erklärung eine Übertragung der Viren vom Sohn zum Vater ausgewiesen.

### Eine Kettenübertragung in Indonesien
2006:
Am 4. Mai 2006 verstarb nach WHO-Angaben im indonesischen Dorf Kubu Sembelang (Distrikt Karo, Nord-Sumatra) zunächst eine 37-jährige Frau, die seit dem 24. April an Fieber gelitten hatte und in deren privater Hühnerhaltung unmittelbar vor ihrer Erkrankung drei Tiere gestorben waren. Weder in den verbliebenen Hühner noch im Kot konnten allerdings H5N1-Viren nachgewiesen werden, und auch bei der Frau selbst wurde kein H5N1-Test durchgeführt. Kurz danach verstarben ihre beiden jugendlichen Söhne (9. Mai, 12. Mai), ihre Schwester (10. Mai) und deren Baby (14. Mai) sowie ein zehnjähriger Neffe (13. Mai) gesichert an den Folgen einer H5N1-Infektion. Der Vater des Neffen ein Bruder der zunächst erkrankten Frau starb am 22. Mai, ihr zweiter Bruder erkrankte, überlebte aber die Infektion. 54 Angehörige und Kontaktpersonen der Familie wurden daraufhin von den örtlichen Gesundheitsbehörden unter Quarantäne gestellt und vorbeugend mit dem antiviralen Medikament Oseltamivir behandelt. Ferner wurden alle 400 Haushalte des Dorfes für drei Wochen unter Beobachtung gestellt, um mögliche weitere Patienten mit neu auftretenden fieberhaften Erkrankungen umgehend isolieren zu können. Da keine Fälle außerhalb der Familie auftraten, erklärte die WHO am 31. Mai, dass die Pandemiephase 3 unverändert beibehalten werden könne. Bei den Erkrankten wurde eine höhere Virenlast in Rachen und Nase als bei früheren Erkrankungsfällen in Indonesien nachgewiesen.
Der Übergang der Infektion vom zehnjährigen Jungen auf den zuletzt gestorbenen Bruder der zunächst erkrankten Frau wurde von der WHO Mitte Juni 2006 als erster wirklich gesicherter Fall einer Mensch-zu-Mensch-Übertragung ausgewiesen. Dies ist somit zugleich der erste dokumentierte Verdachtsfall einer Kettenübertragung von der zunächst erkrankten Frau zu dem Kind (ihrem Neffen) und dann zum Vater des Kindes (ihrem Bruder).
Bemerkenswert an dieser Familientragödie ist, dass eine genaue Analyse der Viren-RNA einen Zusammenhang zwischen Sterbedatum und Mutationsrate ergab: Je später der Tod eintrat, desto mehr Mutationen waren nachweisbar. Die RNA des zuletzt gestorbenen Mannes wies im Vergleich zum ersten Todesfall in dieser Familie 20 Mutationen auf, deren biologische Bedeutung allerdings noch unklar ist.

### Die offiziellen Fallzahlen
1997 und ab 2003: Die Entwicklung der Fallzahlen seit 2003 wird von der Weltgesundheitsorganisation auf ihrer Website in unregelmäßigen Abständen fortgeschrieben. Nicht enthalten in dieser Statistik ist ein Ausbruch im Jahr 1997 in Hongkong, als 18 Menschen mit A/H5N1 infiziert wurden und 6 von ihnen starben. Erstes Todesopfer war im Mai 1997 ein dreijähriger Junge, der eine akute Atemwegserkrankung, ein so genanntes Reye-Syndrom entwickelt hatte. Ansteckungsgefährdet waren offenbar vor allem jene Menschen die auf engstem Raum mit dem lebenden Geflügel umgingen.

#### Volksrepublik China
2003–2006: Aus der Volksrepublik China liegen erst seit Mitte November 2005 offizielle Meldungen über Erkrankungen und Todesfälle vor, deren Zuverlässigkeit aber u. a. von dem angesehenen japanischen Virologen Masato Tashiro infrage gestellt wurde, nachdem er im November 2005 China bereist hatte. Diese Meldungen erfolgten zudem erst, nachdem Regierungschef Wen Jiabao von einer „sehr ernsten Situation“ besonders in der nordostchinesischen Provinz Liaoning gesprochen hatte. Dort und in anderen Provinzen war es zuvor mehrfach zu großen Ausbrüchen von A/H5N1 unter Geflügel gekommen. So zitierte bereits Nature vom 2. Juni 2005 chinesische Quellen, die von mehreren Dutzend erkrankten und gestorbenen Menschen nach einem Ausbruch von A/H5N1 im Mai 2005 unter Zugvögeln in der nordwestchinesischen Provinz Qinghai berichteten. Die amtliche chinesische Nachrichtenagentur Xinhua hatte diese Berichte zwar umgehend dementiert, zugleich aber eingeräumt, dass die Krankenhäuser der Region „spezielle Ambulanzen für fiebernde Patienten“ eingerichtet hätten. Tests an Mäusen haben ergeben, dass die Qinghai-Variante von A/H5N1 für Menschen als ähnlich gefährlich einzuschätzen ist, wie die aus Vietnam und Thailand bekannten Varianten. Im Juni 2006 wurde bekannt, dass in China bereits im November 2003 ein 24-jähriger Mann nachweislich an den Folgen einer H5N1-Infektion verstarb.

#### Thailand
2004: In Thailand ergab eine offizielle Überprüfung aller im 1. Quartal 2004 in 67 der 76 Provinzen registrierten Erkrankungen von Personen, die nach Kontakt zu H5N1-infiziertem Geflügel grippe-ähnliche Symptome oder eine Lungenentzündung entwickelten, dass es neben den 12 bestätigten H5N1-Erkrankungen weitere 21 Verdachtsfälle gab, die aber nicht in die Statistiken eingingen. Sollte dieses Ergebnis auch auf andere asiatische Regionen übertragbar sein, würden die tatsächlichen H5N1-Fallzahlen wesentlich höher, die Todesraten zugleich aber wesentlich niedriger sein, als in den amtlichen Statistiken ausgewiesen.

#### Türkei und Vorderasien
2005–2006:
In der Türkei wurden am 4. Januar 2006 von den Behörden der osttürkischen Stadt Van mehrere später von der WHO bestätigte H5N1-Verdachtsfälle (zumeist Kinder und Jugendliche) gemeldet, alle Personen hatten zuvor intensiven Umgang mit erkranktem Geflügel. Drei Geschwisterkinder im Alter von 11, 14 und 15 Jahren aus dem Dorf Doğubeyazıt verstarben, der 14-jährige Junge bereits am 1. Januar 2006. Genetische Analysen ergaben, dass die Viren eine sehr große Ähnlichkeit zu den aus Qinghai bekannten Varianten aufweisen und auf Tamiflu sowie vermutlich sogar auch auf Amantadin ansprechen.
Einem Bericht des irakischen Gesundheitsministeriums zufolge starb am 17. Januar ein 15-jähriges Mädchen aus dem Ort Raniya (Provinz Sulaimaniyya) an den Folgen einer H5N1-Infektion sowie 10 Tage später ihr Onkel, der das Mädchen gepflegt hatte.
Am 14. März 2006 meldete die WHO auf ihrer Webseite die ersten drei Todesfälle aus dem Landkreis Salyan am Kaspischen Meer in Aserbaidschan, wo nach dem 6. März insgesamt neun Erkrankungen registriert wurden. Vier der Todesopfer waren verwandt bzw. befreundet und lebten nahe beieinander, die Mehrzahl der Infizierten waren junge Frauen zwischen 15 und 20 Jahren. Untersuchungen der WHO erbrachten keine H5N1-Nachweise unter Hausgeflügel, wohl aber bei erkrankten Schwänen. Verwandte der Erkrankten räumten ein, man habe tot aufgefundene Schwäne entfedert und die Federn verkauft. Die WHO hält ferner die Übertragung durch den Verzehr von Schwanenfleisch für möglich. Diese Erkrankungsfälle gelten als der erste Nachweis eines Übergangs der Viren von Wildtieren auf den Menschen.

#### Ägypten und Dschibuti
2006:
Am 29. März 2006 berichtete die WHO dass zwei Todesfälle in Ägypten von der US Naval Medical Research Unit (NAMRU-3) auf Influenza A/H5N1 zurückgeführt wurden. In der Nähe von Kairo waren Mitte März zwei 30-jährige Frauen verstorben, die in ihrem Haus Umgang mit erkranktem Geflügel hatten. In den folgenden März-Wochen wurden weitere schwere Erkrankungen mit A/H5N1 in Verbindung gebracht und schließlich vom Referenzlabor Weybridge bestätigt. In den folgenden Jahren starben jeweils einige Ägypter an den Folgen einer H5N1-Infektion.
Am 12. Mai gab das Gesundheitsministerium von Dschibuti offiziell bekannt, dass das Kairoer Fachlabor NAMRU-3 A/H5N1 bei einem zweijährigen Mädchen nachgewiesen habe, das seit dem 23. April erkrankt war. Dies war zugleich der erste H5N1-Nachweis am Horn von Afrika. Er erfolgte im Rahmen einer gezielten Suche nach Verdachtsfällen beim Menschen, da es in diesem Land seit Anfang April Berichte über gehäufte Todesfälle unter Hühnern gegeben hatte. Im offiziellen Bericht der WHO wurde angemerkt, dass die Suche nach weiteren H5N1-Erkrankungen in diesem Land durch den Mangel an Laborkapazitäten sowie durch einen gleichzeitigen Ausbruch des Dengue-Fiebers behindert werde, da diese Krankheit ähnlich Symptome hervorrufe wie eine H5N1-Infektion.
2006–2014: In jedem Jahr von 2006 bis 2013 infizierten sich in Ägypten Menschen mit dem H5N1-Virus und es starben jeweils mehrere daran. In diesen acht Jahren wurden 173 Infektionen und 63 Todesopfer gezählt, davon mehr als die Hälfte in den Jahren 2009 bis 2011. In den letzten beiden Monaten des Jahres 2014 wurden 33 Infektionen und 14 Todesfälle registriert, nachdem es seit Frühjahr 2012 nur vereinzelte Fälle gegeben hatte.
2015: In den ersten drei Monaten des Jahres 2015 wurden bereits 119 Infektionen und 30 Todesfälle bestätigt.

#### Myanmar und Pakistan
2007:
Ende November 2007 wurde im Osten von Myanmar nach einer Routineüberprüfung, die einem Ausbruch von A/H5N1 unter Zuchtgeflügel folgte, bei einem siebenjährigen Mädchen eine H5N1-Infektion festgestellt und später von der WHO bestätigt. Das Kind wurde in Rangun behandelt und überlebte die Erkrankung.
Am 15. Dezember 2007 berichtete die WHO, in der Region von Peschawar (Pakistan) seien 8 Erkrankungsfälle registriert worden, mehrere Erkrankte seien gestorben. Die H5N1-Infektionen seien in einem Gebiet aufgetreten, in dem zuvor Geflügel an A/H5N1 erkrankt war.

### Vereinigte Staaten (keine Fallzahlen)
2024:
Nachdem im Jahr 2023 die H5N1-Variante Klade 2.3.4.4b in den USA auf Hausrinder übergesprungen war, wurde die Viruserkrankung dort im Folgejahr bei Menschen nachgewiesen.

## Mögliche Ursachen der Verbreitung
Die Gründe für eine Ausbreitung des Vogelgrippe-Virus sind umstritten. Nach allgemeiner Annahme erfolgt sie durch Wildvögel. Allerdings gibt es auch Anzeichen dafür, dass die bislang wenig erfolgreiche Suche nach den Verbreitungswegen zu Unrecht auf Zugvögel fokussiert wurde: Für diesen Übertragungsweg gibt es bislang kaum Belege, abgesehen von lokaler Ausbreitung über einige Kilometer.
Alternative Thesen betreffen den Welthandel mit Geflügel, die Verwendung von Geflügelkot als Dünger in Fischereibetrieben und auch in der Landwirtschaft, Schlachthaus-Abfälle und sonstige Abfallprodukte der Massengeflügelhaltung sowie den Import von Wildvögeln. Sievert Lorenzen, der am Zoologischen Institut der Universität Kiel forschte, kam zu dem Ergebnis, nicht ziehende Wildvögel verbreiteten H5N1, sondern die Geflügelindustrie. Er berief sich unter anderem auf Erkenntnisse der Organisation GRAIN.
Lorenzen führt dazu aus:
- Die hoch pathogene Form des H5N1-Virus kann nur innerhalb von Massengeflügelhaltungen entstehen und von dort ins Freie gelangen, z. B. durch Geflügelkot oder mit der Abluft aus den Anlagen.
- Die Ausbreitung der Vogelgrippe H5N1 erfolgte nicht entlang der großen Vogelzugrouten, sondern entlang der großen Handelswege für Geflügel und Geflügelprodukte aus Massenhaltungen.
- Geflügel in kleinen und mittleren Betrieben, die fern der industriellen Geflügelhaltung liegen, spielte keine Rolle für die Ausbreitung der Vogelgrippe H5N1.

Dieser Ansicht sind auch die Vogelschutzorganisationen BirdLife und NABU. Demnach wären Zugvögel nicht die Vektoren der Vogelgrippe, sondern die Opfer menschlichen Handelns. Würden sich die Hinweise darauf verdichten, dass für die großräumige Ausbreitung der Seuche vor allem die Massentierhaltung verantwortlich ist, müsste auch das deutsche Krisenmanagement neu überdacht werden.